# لاهیجان
لاهیجان 
(به گیلکی: لاجؤن یا لاجان) مرکز شهرستان لاهیجان، بزرگ‌ترین شهر شرق استان گیلان و نود و پنجمین شهر پرجمعیت ایران است. لاهیجان یکی از شهرهای گیلک نشین است و مردمان آن به زبان گیلکیِ بیه‌پیش سخن می‌گویند. این شهر در ناحیه کوهپایه‌ای قرار دارد و تپه‌ماهورهای آن را بوته‌های چای پوشانده‌است. لاهیجان در شرق سفیدرود و در ارتفاع ۹۴ متری قرار دارد. این شهر در سال ۲۰۱۷ با حدود ۱۰۲.۰۰۰ نفر سومین شهر پرجمعیت گیلان (پس از رشت و انزلی) است و سومین شهرستان پرجمعیت استان گیلان ( با حدود ۱۷۰.۰۰۰ نفر در سال ۲۰۱۷ ) پس از رشت و تالش است. همچنین لاهیجان زمانی شهر اصلی و مرکز اداری (دارالملک) کل ایالت و پایتخت تاریخی بیه پیش بود. از دانشگاه‌های این شهر می‌توان به دانشگاه آزاد اسلامی، دانشکده فنی و مهندسی رجایی، مؤسسه آموزش عالی دیلمان و اندیشمند اشاره نمود. شهر لاهیجان به عروس گیلان هم مشهور است.

## نام
دربارهٔ وجه تسمیهٔ «لاهیجان»، نظریات مختلفی وجود دارد.
شهر زیبا ابریشم
عده‌ای معتقداند این نام ریشه در ویژگی اقتصادی این شهر دارد. به گونه‌ای که واژهٔ لاهیجان عربی‌شدهٔ لاهیگان است و لاهیگان مرکب است از لاهیگ +ان (لاهیگ = بافتنی و ان = پسوند مکانی) و به معنی مکان یا شهر بافندگان یا نساجان یا ابریشم‌بافان است. در تجزیه‌ای دیگر، لاه در پهلوی (پارتی) به معنای ابریشم است و در برهان قاطع به معنای پارچهٔ ابریشمی سرخ آمده‌است و جان پسوند مکان است. در نتیجه لاهیجان به معنای «شهر ابریشم» است. اشپیگل محقق آلمانی در کتاب «حملات روسیان به سواحل کرانه خزر» نام لاهیجان را به معنی «شهر ابریشم» می‌داند. لاه به معنی ابریشم است و یج و ج پسوند نسبت است مانند یوشی و یوشیج یا لار و لاریج. در نتیجه لاهیج به معنی ابریشمی است و ان پسوند مکان. در نتیجه لاهیجان به معنی مکان ابریشمی است.
دارالاماره
این شهر در گذشته در دورانی از استیلای اعراب و سیطرهٔ خلافت دارالاماره یا دارالامان هم نام‌گذاری شده بوده که به تدریج بار دیگر نام ایرانی خود را بازیافته، نخست لاهیجان المبارک و سپس لاهیجان خوانده شده‌است.
شهر لاهیجان در قرون سوم تا پنجم هجری قمری در محل روستای فعلی چفل، در میانهٔ راه امروزی بازکیاگوراب به سیاهکل قرار داشت و از قرن پنجم کم‌کم به محل امروزی انتقال یافت و از ابتدای قرن ششم هجری تبدیل به مرکز حکومت سادات مویدی شد و سپس ناصروندان بر آن چیره شدند. از قرن هشتم، سادات کیایی حکومت خود بر لاهیجان را آغاز کردند و دوران شکوه لاهیجان دوران حکومت کیاییان است.
لاهیجان نام سابق شهر پیرانشهر، از شهرهای کُردنشین آذربایجان نیز بوده و هم‌اکنون شهر، بخش، دهستان و روستاهای متعددی به نام لاهیجان در این شهرستان وجود دارد.

## تاریخ

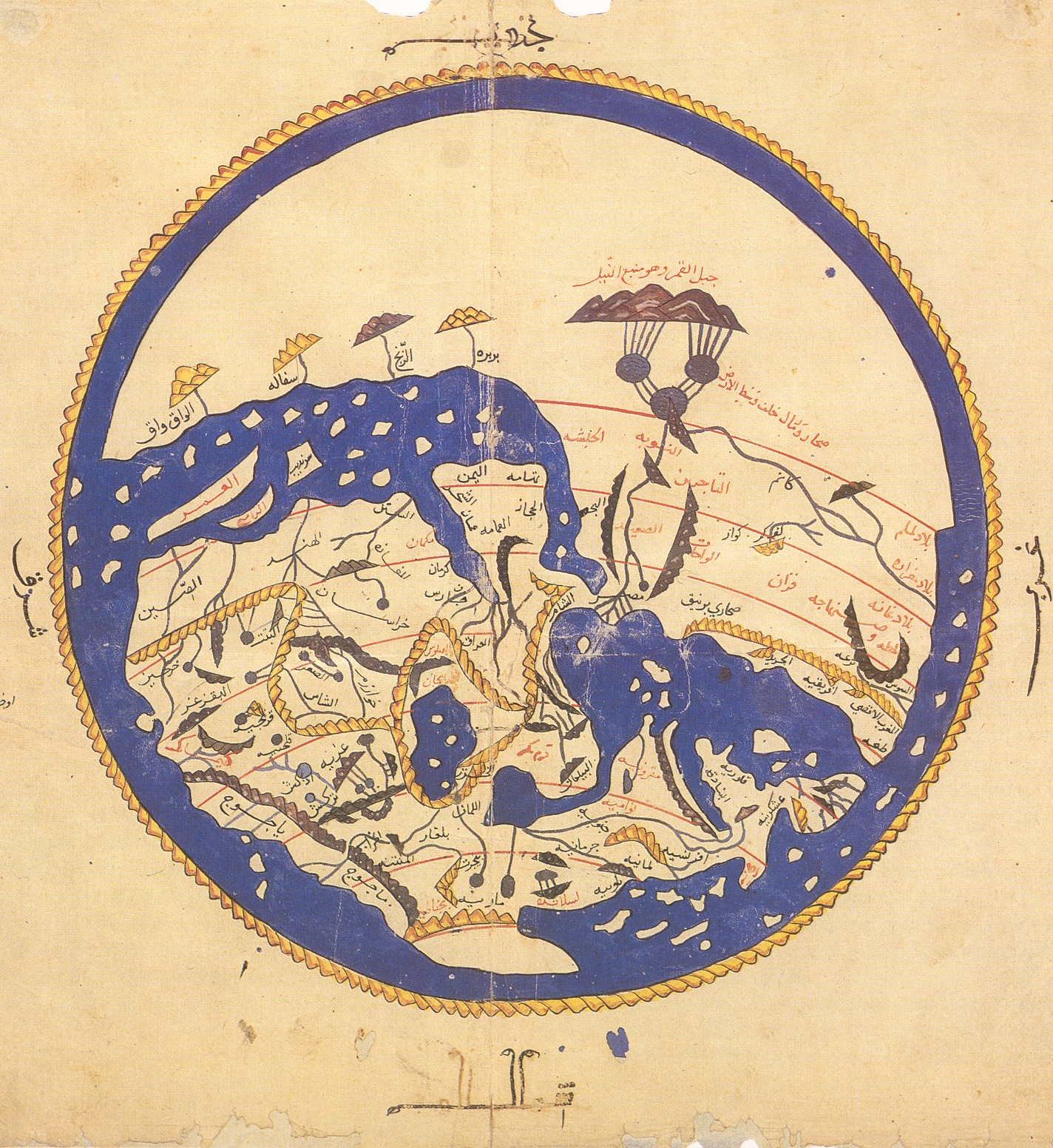
نام لاهیجان در نقشه ادریسی به سال ۱۱۵۴ میلادی (۵۳۲ هجری شمسی).

لاهیجان از قدیمی‌ترین شهرهای گیلان است به‌طوری‌که در زمان اشکانیان دژی در ۶کیلومتری شهر به نام کهندژ وجود داشته‌است. این دژ تا زمان حملهٔ مغولان در قرن هفتم پابرجا بود که بعد از آن رو به ویرانی نهاد. پیش از اسلام شهر از سه بخش کهندژ، شهرستان و بازار تشکیل می‌شد که در سال ۷۰۹ه‍.ق (یا در ۷۰۵ه‍.ق) با حمله اولجایتو ویران گشت و ۲۰ سال بعد در سال ۷۲۹ ه‍.ق از نو بنا شد. تا قرن چهارم بیه پیش (سرزمین شرق گیلان که لاهیجان را شامل می‌شود) تابع سلسله‌های دیلم بود که زمانی بر منطقه حکم می‌راندند. تازه از اول قرن چهارم هجری بود که مرکزیت منطقه از کوه به جلگه منتقل شد. سپس لاهیجان به قلمرو خاندان کوتم (در منطقه رانکوه)، که بنیانگذارش ناصرالدین حسن بن علی اطروش (متوفی به ۳۰۴)، شیعه زیدی را به بیه پیش آورد پیوست (بیه پس، غرب سفیدرود سنی ماند). متعاقباً شاخه‌ای از یک خاندان محلی، ناصروند، بود که بر شهر حکم راند و علیه قوای الجایتوی ایلخانی در ۷۰۶ مقاومتی بی‌ثمر را ترتیب داد. به هرحال این خاندان پس از سقوطش با دختر یک سردار مغول وصلت کرد و بر دیگر امرای گیلان سروری یافت. در این زمان لاهیجان به همراه فومن، در غرب، شهر اصلی گیلان بود. «شهری بود با اندازه قابل توجه؛ ابریشم زیادی در آن تولید می‌شد و برنج و ذرت در آن کشت می‌شد، و همچنین پرتقال و مرکبات و دیگر میوه‌های مناطق گرم». لاهیجان اولین عصر طلایی خود را در قرن نهم، در پی دوره‌ای از جنگ‌های خونین با بیه پس، در قرن هشتم، تجربه کرد. حکمرانی خاندان ناصروند پایان یافت و خاندان کیا جانشین آن شد که از ۶۸–۱۳۶۷ تا ۱۵۹۲ که گیلان ضمیمه تاج ایران شد، حکومت کرد. در قرن پانزدهم کیا نه تنها بر بیه پیش که بر قزوین، طارم، سلطانیه، ساوه، زنجان، فیروزکوه، تهران، ری و ورامین حکومت می‌کرد. دیگر دوره مهم در تاریخ شهر نقش مهم ولی غیر مستقیم کیا هنگام ظهور سلسله صفوی است که ادعای داشتن تبار علی زین العابدین امام چهارم شیعه را می‌کرد. با این انضمام به امپراتوری و انتخاب رشت به عنوان مرکز فرمانداری ایالت شروعی بر افول لاهیجان، بود. راه قزوین به دریای خزر از طریق رشت و سفیدرود جایگزین مسیر قزوین لاهیجان با کاروانسراهای کوهستانی اش (توتکی و سرداب) و پل با شکوه انبوه آن بر رود شاهرود شد.
به نظر نمی‌رسد لاهیجان برای جغرافیدانان اولیهٔ عرب شناخته شده بوده باشد، گرچه حدودالعالم که اول بار به عنوان لاهجان بدان اشاره می‌کند، آن را یکی از هفت منطقه بزرگ جنوب شرق گیلان در بیه پیش می‌داند. در سالهای میانی قرن سوم، بخشی از قلمروهای جستانیان یا وهسودان بن جستان جستانی بود که پهنه گیلان و مناطق داخلی دیلم را در بر می‌گرفت. لاهیجان در سال ۷۰۵ ه‍.ق به دست اولجایتو فتح شد و امیر تیمور به آن لشکر کشید. پس از تیمور، سید امیر بیک و نوادگان وی –از سادات کیایی– بر شهر لاهیجان حکومت کردند. پس از سقوط حکمرانان کیایی، حاکمان صفوی در این شهر حکومت کردند. از حوادث ناگوار و مهم در تاریخ لاهیجان، طاعون در سال ۷۰۳ ه‍. ق، آتش‌سوزی سال ۸۵۰ ه‍.ق و اشغال آن توسط روس‌ها در سال ۱۷۲۵ میلادی است. در سال ۱۲۳۰ ه‍.ق لاهیجان دچار زلزله شد و در سال ۱۲۴۶، بار دیگر طاعون در آن کشتار کرد.
فرمانروایان بیه پیش عموماً می‌توانستند قدرت شان را از جلگه به درون کوه‌ها و حتی در برخی زمان‌ها (از جمله سادات کارکیایی) به جنوب البرز بگسترند. آن گاه در آنجا (بیه پیش) خاندانی از کوتم یا هوسم در منطقه رانکوه که مرکزش در لنگرود در شرق لاهیجان بود ظهور کردند. این خط توسط ناصرالدین الحسن بن علی الاطروش علوی که تشیع زیدی را به منطقه کاسپین معرفی کرد بنیان نهاده شد؛ زین رو شرق گیلان شدیداً تحت تأثیر شیعه قرار گرفت، در حالیکه دکترینهای سنی از جمله حنبلیسم در بیه پس عمده بود. قدرت سیاسی خاندان الاطروش طی دهه‌های میانی قرن چهارم تضعیف شد و عمدتاً در طبرستان در شرق متمرکز شد، ولی سادات ناصری به دلیل اعتبار مذهبی شان در منطقه گیلان اثرگذار ماندند.
دودمان بوییان که نواحی مرکزی و غربی ایران و فارس را از تصرف خلفا آزاد کردند در سده چهارم از لاهیجان برخاستند. این سلسله دیلمی در دوران فرمانروایی خود به بغداد لشکر کشیدند و خلیفه عباسی را شکست دادند.
تاریخ لاهیجان در دوره بعد مبهم است؛ ولی احتمال دارد که جستانیان پس از این که مناطق مرتفع دیلم به دست مظفریان یا سالاریان یا لنگریان طارم افتاد از قدرتشان در آنجا دفاع کردند و این «شاه جستانی دیلم» بود که در قزوین در برابر سلجوق طغرل بیگ در ۴۳۴ گردن فرو نهاد.
حکومت ناصروندان
پس از آن شاهد خاندانی با ریشه محلی به نام ناصروندان هستیم که از لاهیجان بر بیه پیش حکومت می‌کردند. داستان ریشه گرفتن آن‌ها از ناصر الدوله بن سبکتگین برادر محمود غزنوی که در تاریخ الجایتوی عبدالله بن علی کاشانی نقل شده کاملاً خیالی ست و نام ناصروند آشکارا به یک ارتباط واقعی یا فرضی با تصدی ناصرالدین الاطروش بر قدرت مربوط است. در زمان هولگو ایلخان مغول، جمال الدین شلوک بن شلوک نصیروند در لاهیجان حکم می‌راند، چند دهه بعد در دوره الجایتو خاندان به دو شاخه شلوک بن سالار در کوتم و نوپادشاه در لاهیجان تقسیم کرد. این آخری وقتی ایلخانیان به گیلان آمد در لاهیجان در ۷۰۶ تسلیم او شد و دختر یکی از فرماندهان مغول را گرفت و بر دیگر شاهزادگان گیلان سروری گرفت. رشید الدین ثروت و اعتبار نوپادشاه در این زمان شهادت می‌دهد.
خود لاهیجان در حال رشد بود و حمدالله مستوفی لاهیجان و فومن را دو شهر بزرگ گیلان می‌نامد. در نزدیکی لاهیجان تولید ابریشم و بافندگی به‌طور فعالی انجام می‌شد و ذرت، برنج، پرتقال و دیگر میوه‌های شبه استوایی کشت می‌شد.

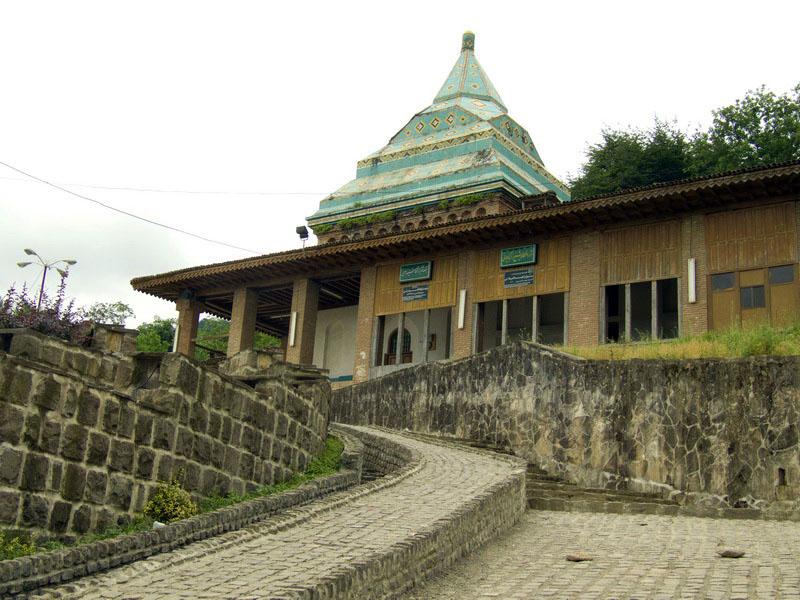
مقبره شیخ زاهد گیلانی، پدر همسر و استاد شیخ صفی الدین اردبیلی نیای بزرگ دودمان صفویان، در لاهیجان

حمدالله مستوفی دربارهٔ لاهیجان نوشته‌است: «از اقلیم چهارم است. طولش از جزایر خالدات فدک و عرض از خط استوا لح شهری بزرگ است و دارالملک جیلانات آبش از جبال برمی‌خیزد و حاصلش برنج و ابریشم و اندک غله می‌باشد و نارنج و ترنج و میوه‌های گرمسیری فراوان است.»
لاهیجان در زمان اولجایتو ضرابخانه داشته که سکه ضرب می‌کرده نمونه‌هایی از سکه‌های دوران ابو سعید بهادرخان اولجایتو، فتحعلیشاه قاجار و شاه طهماسب صفوی مشاهده شده که در لاهیجان ضرب شده‌اند.
حکومت کیاییان

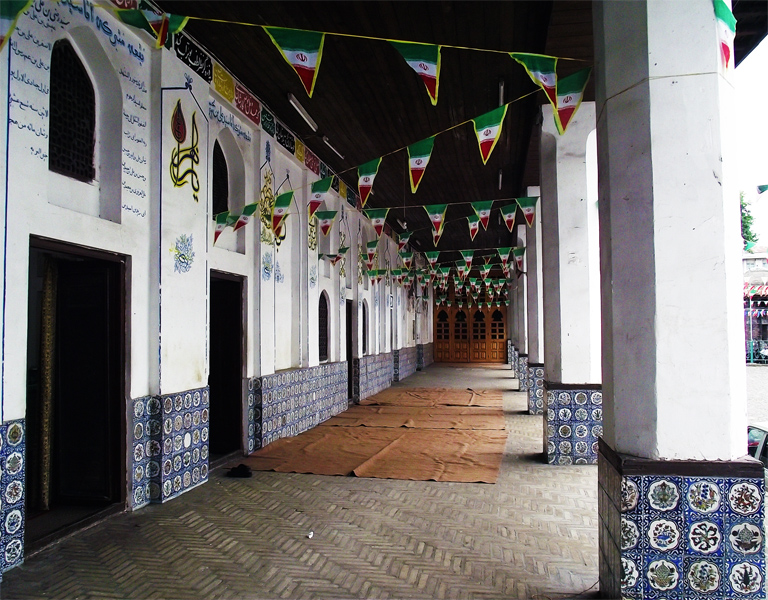
مسجد چهار پادشاهان در لاهیجان بقعه چهار تن از شاهان کیایی بیه پیش است.

بیه پیش در نتیجه نزاع بین سران متعدد محلی در دوره قرن هشتم آسیب دید و حکومت ناصروندان که قبلاً یک بار در لاهیجان در آن وقفه افتاده بود تا ۷۹۲ کاملاً از بین رفت و سید هادی کیا سرور بیه پیش شد. سادات کارکیایی از ۷۶۹ تا (با تلافی جویی‌های مختصری از آخرین ناصروندان) ۱۰۰۰ در آنجا حکومت کردند. اولین عضو این خانواده که خود را کاملاً مستقل کرد سید امیر کیا بود. پسرش سید علی کیا به کمک سادات مرعشی مازندران خود را سرور همه بیه پیش کرد و تا قزوین و تارم و شمیران پیشروی کرد؛ و سید رضی کیا خاندان محلی هزاراسپیان و اسماعیلیان را مجبور به فرار از کوه‌های جنوب لاهیجان کرد. به همین ترتیب میرزا علی بن سلطان محمد کیا (حکومت ۸۸۳–۹۱۱) در اوج قدرتش قزوین، تارم، سلطانیه، ساوه، زنجان، فیروزکوه، تهران، ری و ورامین را زیر سلطه داشت.
از آخر قرن نهم اطلاعات تاریخ‌نگاران محلی شمال ایران چون ظهیرالدین مرعشی با تاریخهای صفوی کامل می‌شود، علاقه آخری به دلیل نقش مهم ایفا شده توسط میرزا علی کیا در پناه دادن به اسماعیل بن حیدر صفوی جوان متمرکز است. اسماعیل از ۱۴۹۳ تا ۱۴۹۹ در کوه‌های لاهیجان تحت تربیت صوفیان به دور از کودکان، زنان و با سوگند شهادت می‌زیست. به دلیل قرارگرفتن بقعه شیخ ابراهیم زاهد، پیر و مرشد شیخ صفی الدین صفوی در روستای شیخانبر در راه لاهیجان-لنگرود، خاندان سلطنتی آینده ایران از قبل پیوندهای نزدیک با منطقه لاهیجان داشت. زمانی که اسماعیل از آق قویونلوها فرار می‌کرد میرزا علی از او پذیرایی کرد و دانشور لاهیجانی شمس الدین لاهیجی را برای استادی برای آموزش او گماشت. او در ۹۰۵ که ۱۱ سال بیشتر نداشت لاهیجان را برای به دست گرفتن قدرت ترک کرد و نهایتاً بر آق قویونلوها پیروز شد و آذربایجان را فتح کرد. در طی قرن دهم بیه پیش و کارکیاها از ۹۰۹ تا انضمام نهایی منطقه به امپراتوری صفوی در ۱۰۰۰ خراجگزار آن‌ها شدند. در ابتدا، یک حاکم قزلباش برای نظارت بر کارکیائیان گماشته شد و سپس در سالهای میانی قرن، امرای سلطنتی از جمله برادر و دو پسر شاه تهماسب اول به عنوان فرماندار عمل می‌کردند. کارکیا سید احمد بن علی (حکومت: ۹۴۳–۹۷۵ و ۹۸۵–۱۰۰۰) به دستور شاه تهماسب مذهب اثنی عشری را جایگزین زیدیه کرد ولی وقتی شروع به توطئه با عثمانیان کرد و خواست برای حمله به قزوین به شیروان و لاهیجان سرباز بفرستند از چشم شاه افتاد. شاه تهماسب گیلان را اشغال کرد و خان احمد را اسیر کرد. او نه سال بعد با شاه اسماعیل دوم و محمد خدابنده اخوت برقرار کرد و به حکومت برگردانده شد؛ ولی او به ارتباط با عثمانیان ادامه داد و در ۱۰۰۰ عباس به لاهیجان آمده و احمد به شیروان و سپس استانبول گریخت و آنجا درگذشت.
شاه عباس پس از آواره کردن خان احمد خان و ورود به لاهیجان دستور داد باغی را که در مقابل قصر خان احمد خان بود و انواع گل‌ها و اقسام میوه‌ها در آن دیده می‌شد خراب و به زمین بازی چوگان و قپق‌اندازی تبدیل کردند و پیرامون آن را درخت کاشتند. او همچنین دستور داد باغ بیشه دژ خان احمد خان را که از آثار بزرگ بود، ویران کردند و به این ترتیب اثری از دودمان کیائیان گیلان به ویژه خان احمد خان نگذاشتند، زیرا وی پسری نداشت که حفظ نام او نماید.

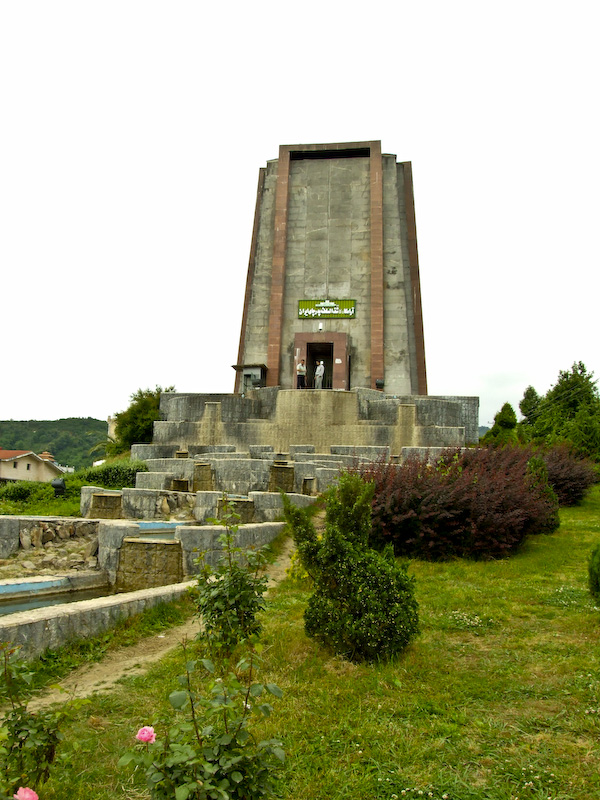
موزهٔ چای ایران در مقبره کاشف السلطنه در لاهیجان

حالا دیگر همه گیلان تحت انقیاد یک وزیر مرکزی بود و پس از مرگ دارنده امتیاز و سردار فتح‌کننده آن فرهادخان در ۱۰۰۸ تا آخر سلسله صفوی جزو اراضی خاصه شد. از آن زمان تاریخ گیلان فقط به‌طور پراکنده پرحادثه بوده‌است. در دوره شاه سلیمان اول در جنوب روسیه شورش قزاقان استپان رازین اتفاق افتاد و یورشهایی به اراضی ایرانی در ساحل خزر رخ داد و نیروهایی در بیه پیش قاضیان صوفی جمع شدند. در دوره اشغال گیلان توسط روسیه بین ۱۱۳۶ تا ۱۱۴۷ آن‌ها دو پایگاه در لاهیجان ساختند و در دوره جمهوری شورایی گیلان شهر یک بار دیگر زیر نفوذ روسها قرار گرفت. بنا به گملین جهانگرد در ۱۷۷۲ لاهیجان هفت سال قبل به هدایت الله خان فومنی تسلیم شده بود. بعداً کنترل قاجاری در آن مستقر شد ولی آخرین حاکم موروثی لاهیجان، میرزا احمد خان سالار مؤید، توسط دولت مشروطه در ۱۹۰۷ برکنار شد. آثار تاریخی این شهر شامل مقابر متعدد سادات کارکیایی ست.
در سالهای اخیر لاهیجان بیشتر اهمیت اداری اش را به رشت واگذارده ولی هنوز واجد اهمیت تجاری به عنوان مرکزی برای صنایع ابریشم و توتون محلی گیلان و مرکزی برای پرورش مرکبات است؛ چای اولین بار در ۱۹۱۴ وارد منطقه خزر شد و بعداً رضا شاه متخصصین چینی را برای شروع کشت آن در کوهپایه‌های لاهیجان که به جلگه ساحلی می‌پیوندد استخدام کرد.
شأن و شکوه لاهیجان در زمان خان احمد خان است. خان احمدخان یکی از حاکمان لاهیجان در قرن دهم است و کمتر حاکمی در گیلان چنین قدرتی را به خود دیده‌است و لاهیجان از این نظر در دوران طلایی خود بود.
شهرستان لاهیجان به گواهی تاریخ در گذشته مرکز حکومت بیه پیش بوده و وسعت آن سرزمینی از سفیدرود تا چالوس را در بر می‌گرفته‌است.
دوره معاصر

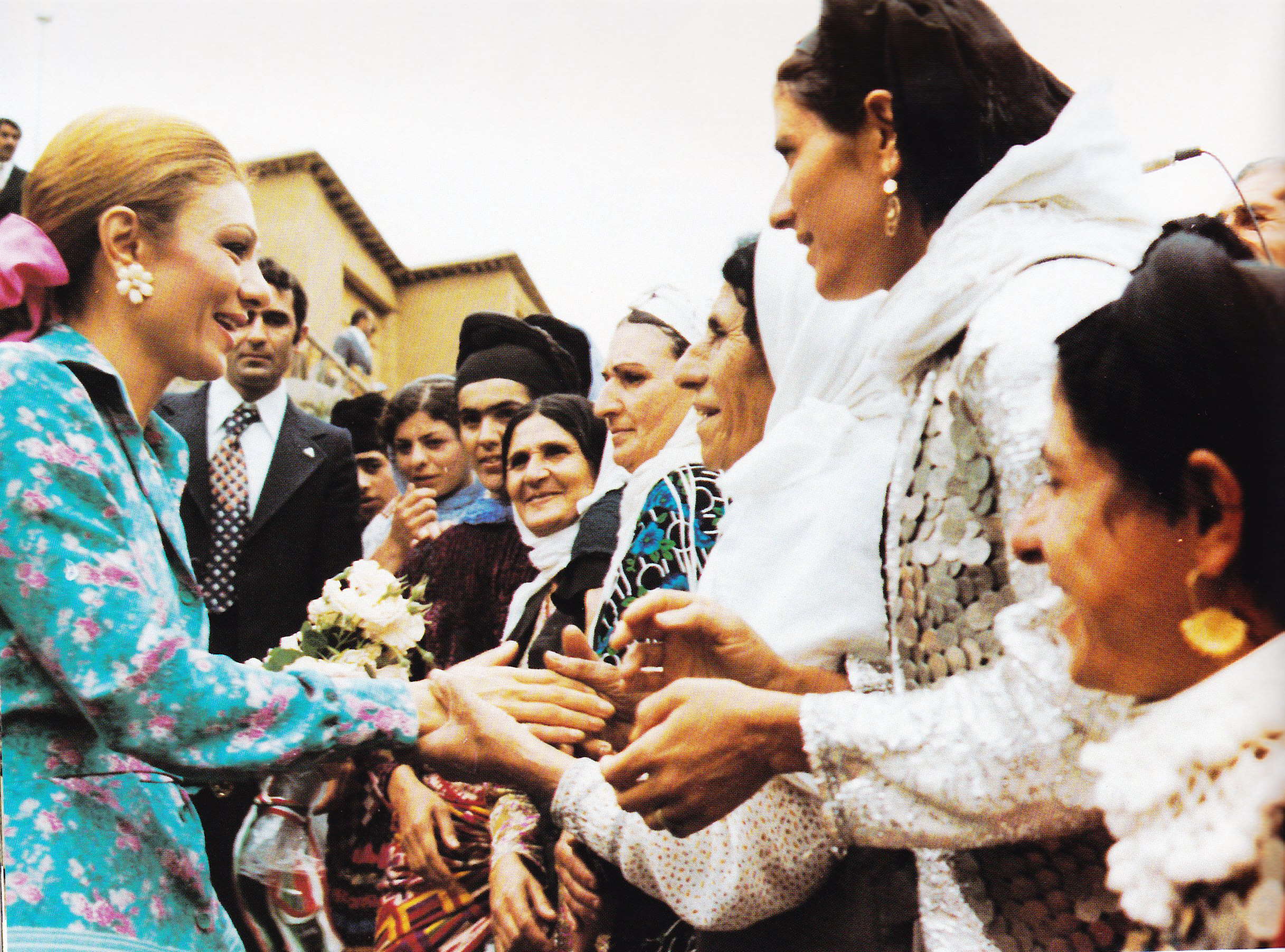
دیدار بانو فرح پهلوی، از زادگاه مادرش لاهیجان، ۱۹۷۱

دومین دوره طلایی لاهیجان در نیمه دوم قرن نوزدهم و اوایل قرن بیستم شروع شد. توسعه نوغانداری و تجارت ابریشم و کشت چای منجر به تجدید حیات شهر شد. رابینو در این خصوص در اوایل قرن بیستم نوشته‌است: «این شهر مرکز تجارت ابریشم و چندین ساختمان با سقف فلزی برای خشک کردن پیله‌ها در آن توسط کنسرن‌های فرانسوی و شامی بنا شده‌است». در ۱۹۰۲ در لاهیجان بود که اولین کشت چای به ابتکار کاشف السلطنه کنسول وقت ایران در هند که ۳۰۰۰ دانه چای آسامی را به کشور قاچاق کرد آغاز شد. زان پس تپه‌های لاهیجان تدریجاً از باغات چای پوشیده شد و کارخانه‌ها برای فراوری چای در شهر و حومه اش تأسیس شد (اولین کارخانه در ۱۹۳۲ تأسیس شد). چای لاهیجان، که به خاطر تندی و عطرش شناخته می‌شود نوشیدنی محبوب ایرانیان شده‌است. لاهیجان در جریان نهضت جنگل که در پی انقلاب مشروطه گیلان را شعله‌ور کرد مرکزی برای خیزش سیاسی شد. در بیه پیش شورش توسط دکتر حشمت (اعدام ۱۹۱۹) سازماندهی شد. او کانال آبی حفر کرد که تا به امروز با عنوان حشمت رود نام او را بر خود دارد و سرزمین‌های شمال لاهیجان را آبیاری می‌کند. در جریان جنگ جهانی دوم هواپیماهای روسی در ۷ شهریور ۱۳۲۰ این شهر را بمباران کردند که منجر به کشتن عده‌ای در چهارراه اصلی شهر شد.
در تقسیمات جدید کشوری ایران که در زمان رضا شاه پهلوی شکل گرفت، لاهیجان از بخش‌های شهرستان رشت بود. در ۲۸ خرداد ۱۳۲۴ به تصویب هیئت وزیران، لاهیجان به شهرستان تبدیل شد و بخش‌های رودسر و لنگرود نیز از رشت جدا و تابع شهرستان لاهیجان شدند.

## جغرافیا
لاهیجان منطقه‌ای است که از شمال به دریای مازندران، از شرق به لنگرود، از جنوب به دیلمان، از جنوب غربی به سیاهکل و از غرب به آستانه اشرفیه محدود می‌شود که در ۵۰ درجه و صفر دقیقه شرقی و در ۳۷ درجه و ۱۱ دقیقه شمالی عرض جغرافیایی قرار دارد. در سال ۱۳۸۹، جمعیت شهر لاهیجان ۱۶۶٬۱۹۱ نفر برآورد شده‌است.
این شهر ساخته‌شده بر سرزمینی هموار و جلگهای است که حاصل رسوبات به جای مانده از رودهای گیلان است. از نظر موقعیت جغرافیایی و ویژگی‌های تاریخی یکی از شهرهای مهم گیلان به‌شمار می‌رود و مدت‌ها مرکز بخش بیه‌پیش گیلان بوده‌است.
شهرستان لاهیجان دارای دو بخش رودبنه و مرکزی و ۸ دهستان به نام‌های رودبنه، دهستان شیرجوپشت، آهندان، بازکیاگوراب، لفمجان، چوشل ،لیالستان و لیل است. این شهرستان بر پایه آخرین سرشماری در سال ۱۳۸۵، دارای جمعیتی بیش از ۱۶۲٫۸۹۸ نفر بوده‌است که حدود نیمی از آن را جمعیت روستایی و نیم دیگر را شهری تشکیل می‌دهد.
شهرستان لاهیجان به دلیل تجدید تقسیمات متعدد در گیلان از ابتدای قرن بیستم به طرز قابل توجهی کوچک شده‌است. در تجدید نظر ۱۹۳۷ لاهیجان شهرستانی بود که همه شرق سفیدرود در گیلان را شامل می‌شد. در ۱۹۶۱ دو شهرستان به نامهای لنگرود و رودسر در این منطقه ایجاد شدند. در ۱۹۶۱ آستانه اشرفیه و سیاهکل که سابقاً بخشهای مستقلی در لاهیجان بودند شهرستان شدند. از آن زمان لاهیجان فقط شامل هفت دهستان با مساحت ۴۱۰ کیلومتر مربع (هفتمین شهرستان در گیلان از نظر مساحت) و جمعیت کل ۱۶۱٬۸۱۹ شامل جمعیت روستایی ۸۶۳۵۴ (۵۳٫۴ درصد کل جمعیت) بوده‌است که تراکم جمعیت ۲۱۰ نفر در کیلومتر مربع را دارد.
لاهیجان هموار و جلگه‌ای بوده و جلگه آن از رسوبات ناشی از سفید رود تشکیل شده‌است. هموارترین نقطه جلگه لاهیجان در در بخشهای شمالی آن در مجاورت دریا ست از شمال به سمت جنوب بر ارتفاع افزوده می‌شود. بخش غربی کوه‌های البرز شرق و جنوب لاهیجان را دربر گرفته‌است که از آن جمله می‌توان به شیطان کوه، گمل و آهتا کوه اشاره کرد. شیب تند دامنه‌های کوه‌ها به سوی دریای خزر و شیب کم شان به سوی دره شاهرود است. گسل البرز که از لاهیجان شروع می‌شود تا جنوب گنبدکاووس ادامه دارد. در غرب لاهیجان، یک گسل چپگرد به نام گسل سفیدرود به‌طور شمال خاوری – جنوب باختری این گسل را جابه‌جا کرده‌است.

### آب و هوا

نقشهٔ آب و هوایی ایران. آب و هوای لاهیجان از نوع معتدل خزری است.

در تابستان اقلیم لاهیجان گرم و مرطوب است. در زمستان ابتدا بادهای گرم شدید می‌وزد و سپس برف می‌بارد. رطوبت نسبی ۷۶ تا ۷۹ درصد بوده و گاهی به صد درصد می‌رسد.

### جانداران
- چهارپایان اصلی: گاو، اسب، گوسفند، میش، قاطر، الاغ، سگ و گربه و گاومیش.

چهارپایان وحشی:، روباه، شغال، خرگوش
- پرندگان این منطقه انواعی دارند برخی وحشی و برخی اهلی هستند و نمونه‌هایی از آن‌ها عبارت‌اند از:

مرغ، اردک، غاز، بوقلمون به وفور در این منطقه دیده می‌شود و همین‌طور قرقاول (تورنگ) و غاز وحشی (کلاگن) خوتکا، چنگر، قوش (الغ)، بلدرچین (وشوم)، باز، بلبل، سینه‌سرخ، لک‌لک، مرغ ماهی‌خوار، حواصیل، کبوتر، تیهو، جغد، گنجشک (چیشنک)، شرستی (حاج حاجی)، دارکوب، درنا، دم‌جنبانک (دمبلا سکینه)، سبزقبا (کوکلاچ)، دریا سلیم، یهره، سَرَت، کلاغ (کلاچ)، سار (سیته)، هدهد (شانه بسر)، شاهین، شل حینو، عقاب، قوش، کبک، کرکس، زاغچه (کشکرت)، کلکافیس (بچه بلبل)، فلامینگو (مرغ حسینی)، پلیکان، چکاوک، مرغ سقّا و غیره.
ماهیان:
ماهی سفید، ماهی آزاد، قزل آلا، کفال ماهی، ماهی سوف، اردک ماهی، کپور ماهی، اسپلی، ماهی سیم، ماهی شک، کیلکا، اوزون برون، قاس ماهی، فیل ماهی، گاو ماهی، شیبا ماهی، مارماهی، ماهی ماش، کولی ماهی و …
حشرات:
مورچه (پیتار)، انواع سوسک (وی یَی)، ملخ، زنبور عسل، انواع زنبور (سیفتال)، انواع عنکبوت (لابدون)، خرمگس (گومگز)، ساس، کک (سپول)، خرخاکی، جعَل (گِه گال)، مگس، پشه، جیرجیرک (جیک)، زنجره، اقسام پروانه، بید، موریانه

## محله‌ها

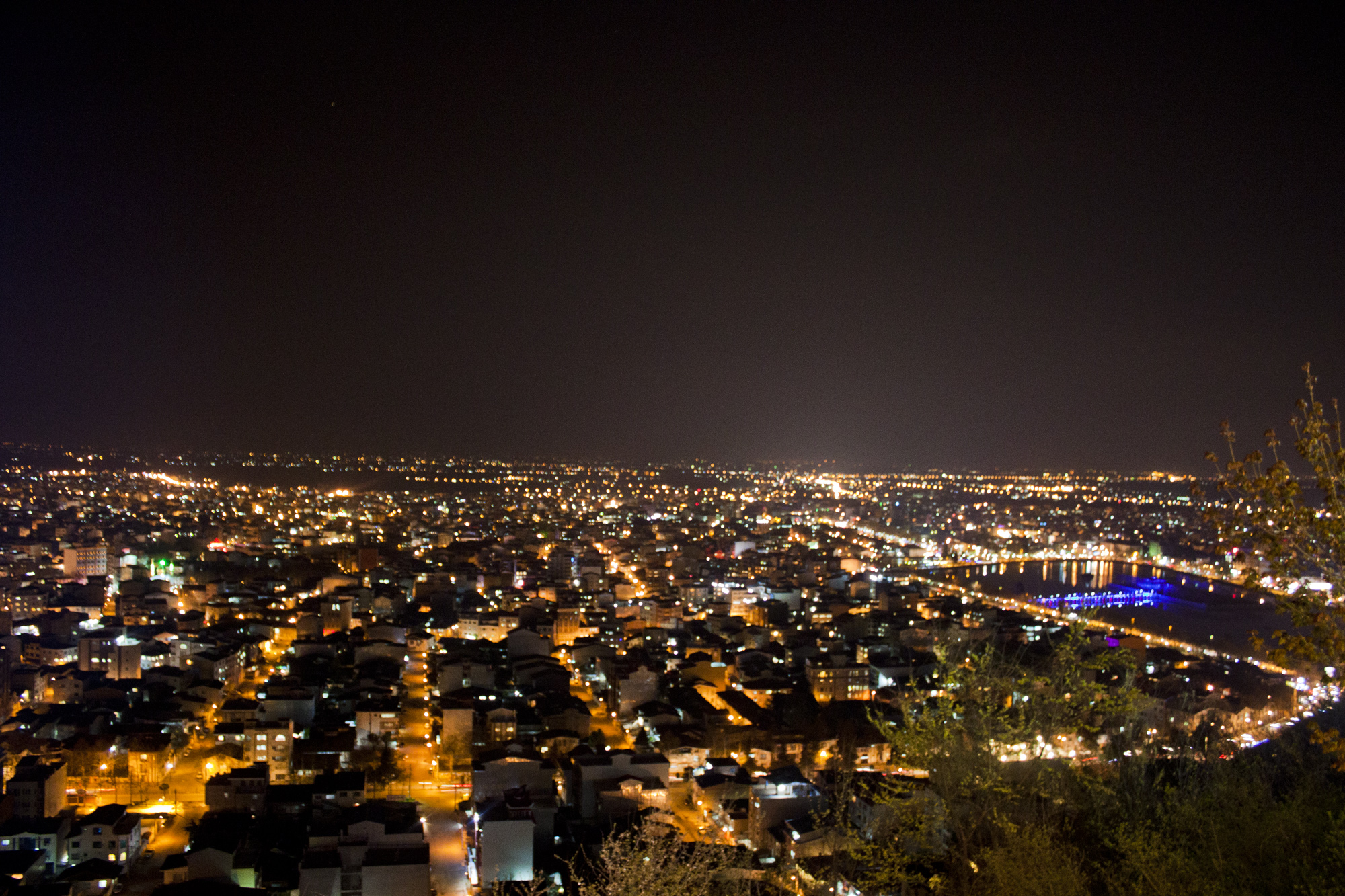
نمایی از شهر لاهیجان از فراز شیطان کوه در شب

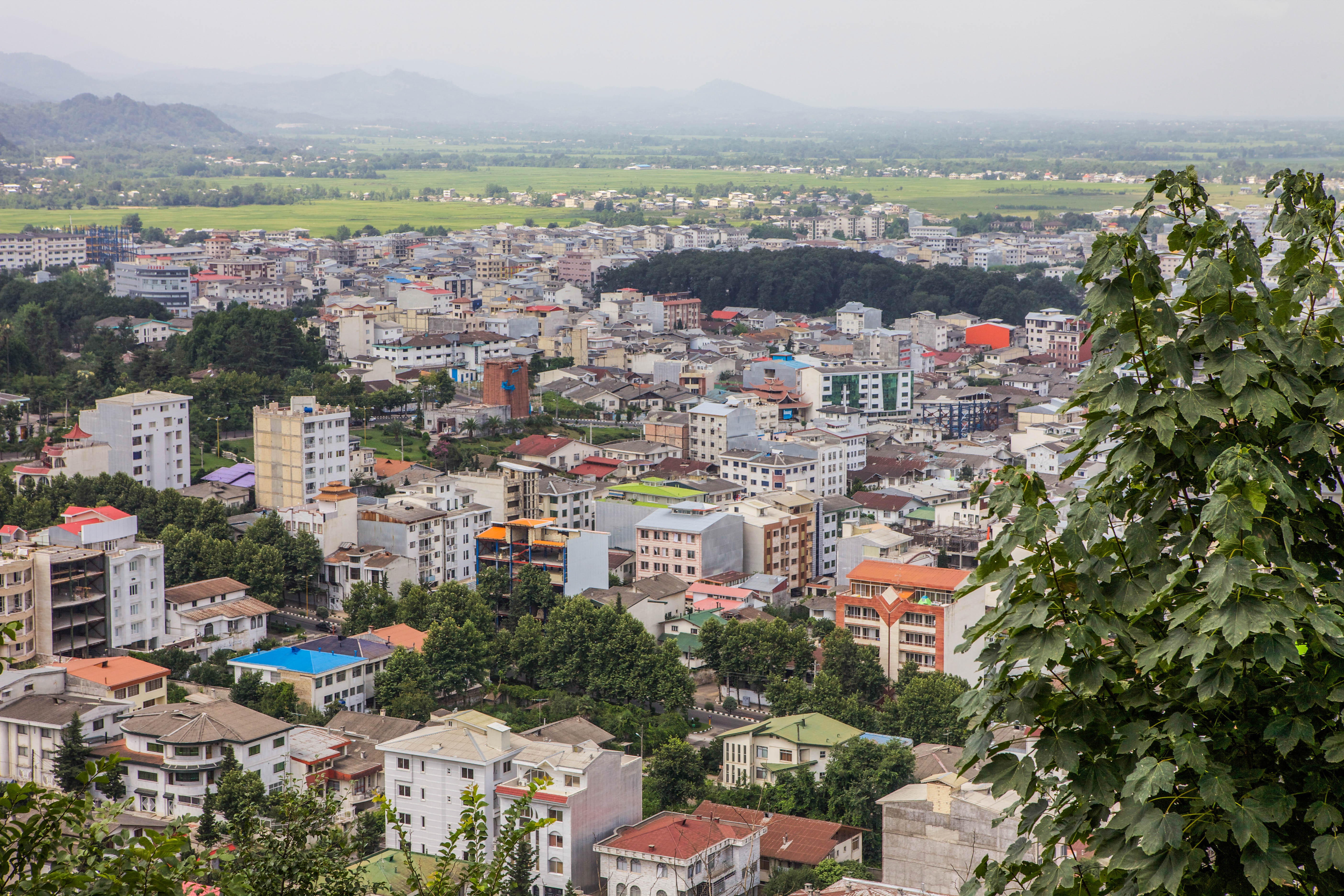
نمایی از شهر لاهیجان از فراز شیطان کوه

لاهیجان ۷ محله اصلی دارد. لاهیجان امروز در بخش جنوب شرقی در پای شیخان کوه (شیطان کوه) خود را می‌نمایاند و دیروز در محله‌هایی که نامشان یادآور روزگارانی است که لاهیجان تختگاه فرمانروایان بیه پیش بود. برخی از محلات لاهیجان بر پایه حرفه افراد آن نامگذاری شده‌است، همانند: میدان و شعربافان، خمیرکلایه و گابنه؛ و برخی بر پایه نزدیکی به عوارض جغرافیایی هماننده پرده‌سر؛ و برخی بر پایه نزدیکی به زیارتگاه‌ها بر پا شده‌اند و نام گرفته‌اند همانند: امیرشهید.

### محله‌های اصلی
- شعربافان، به گویش محلی شورامحله گفته می‌شود که دارای قدمتی بسیار است و جزء یکی از محله‌های بزرگ شهر به حساب می‌آید که آیین و رسوم خاص خود را دارا است عزاداری خاص این محل به نام کرب زنی در کشور شناخته شده‌است.
- پردسر (پُردسَر), از قدیمی‌ترین محلات شهر لاهیجان بوده که دروازه ورودی شهر نیز محسوب می‌شود. وجود پل تاریخی ۷۰۰ ساله «پل خشتی» (خشته پل) گواه بر قدمت این محل دارد. کلمه (پُرد) در زبان و گویش گیلکی بمعنی پل است. چون این محله در مجاورت پل رودخانه لاهیجان سیم رود یا سیم جو بوده به نام پُردسَر (سرپل) معروف شده و نام گرفته‌است. پل مذکور بعدها چندین بار مرمت شده و هم‌اکنون به صورت یکی از زیباترین آثار تاریخی شهر در امده‌است. محله پردسر به دلیل واقع شدن در مسیر پل تاریخی و دو پل بتنی مجاور آن که در واقع دروازه ورودی شهر هستند، از پرترددترین محلات لاهیجان است.[۲۱][۲۲][۲۳]
- میدان (محله)
- خمیرکلایه، به لهجه محلی خومرکلا گفته می‌شود و رابینو آن را خرما کلایه نوشته‌است. این محله که اولین و قدیمی‌ترین محله شهرستان لاهیجان است در شمال غربی شهر لاهیجان قرار دارد و خانه حاکم شهر و اطرافیانش در این محله بود. نام این محله برگرفت است از خمیر و کلایه. کلایه یا کلاً یا کل به معنی پهناور است جا گرفته در گسترده‌ای پهناور که پسوند بسیاری از مکان‌ها در شرق گیلان است. واژه خمیر به معنای آرد آمیخته با آب است که از آن نان می‌پزند. برخی برآنند که نانواییهای بسیاری در این محله وجود داشته‌است؛ و برخی دیگر بر آنند که کلمه خومر به معنای سفالگر است و با نگرشی به ساختمان‌های شهر سبب نامگذاری را می‌توان یافت.
- اردوبازار
- گابنه
- امیرشهید، این محله یکی از هفت محل اصلی لاهیجان بوده. نام این محل در اصل آقا میرشهید بوده که به دلیل وجود بقعه امامزاده میر شهید محمد فیروزکوهی از بازماندگان سادات کیایی در این محل است. این محل که در گذشته اسکندر آباد نیز نامیده می‌شد در گذشته خانقاهی داشته که پس از انقلاب خراب کرده و در محل آن حسینیه امروزی ساخته شده‌است. کاروانسرا و زائر سرایی داشته که مسجد محل را پس از تخریب زائرسرا در محل آن ساختند.

ابهام زدایی دربارهٔ کاروانسرابر، این محله در پاره غربی شهر لاهیجان قرار داردو جز محله‌های اصلی نمی‌باشد.
این محله در گذشته به دلیل نداشتن مناره و گلدسته محله محسوب نمشد و جزئی از محله خمیرکلایه می‌بود. (کتاب شهر من لاهیجان، استاد ادیب لاهیجی)

### محله‌های فرعی
عبارتند از:لاشیدان (شمال) جیرسر (شمال)، یحیی آباد، خیابان فیاض (مرکز شهر)، حسن بیگدشت (شمال غربی)، نخجیرکلایه (شمال شرقی)، حاجی‌آباد (غرب)، کاروانسرابر (غربی)، آسور ملی (میان محله‌های خمیرکلایه و کاروانسرابر)، جواهر پشته (در محله میدان و میانه شهر)، آقا سید محمد یمنی (جنوب)، بازکیاگوراب (غرب)، کرد محله (محمله قرکلمای مهاجر) (جنوب میانه)، کوبیجار (جنوب شرقی)، محله نمک آبی (جنوبی‌ترین پاره شهر)، بوجایه (جنوب)، کوی زمانی (جنوب)، شهرک جانبازان (جنوب شرقی)، محله استخر (محله نوساز که بر سینه غربی شاه‌نشین کوه (شیطان کوه، شیخان کوه) یوسف آباد سوستان (جنوب شرقی) و… جای گرفته‌است،

### دهستان‌ها
بازکیاگوراب، لاشیدان ،سطلسر، چفل، شادهسر، نوبیجار، لفمجان، لیالستان، گلرودبار، لیل، شیرجو پشت، رودبنه، دره جیر، نخجیر کلایه، حاج سلیم محله، سپهر پشت، آهندان، و توستان، ارباستان از دهستان‌های لاهیجان هستند.

## نمای شهری

لاهیجان (سراسرنما از فراز شیطان کوه)

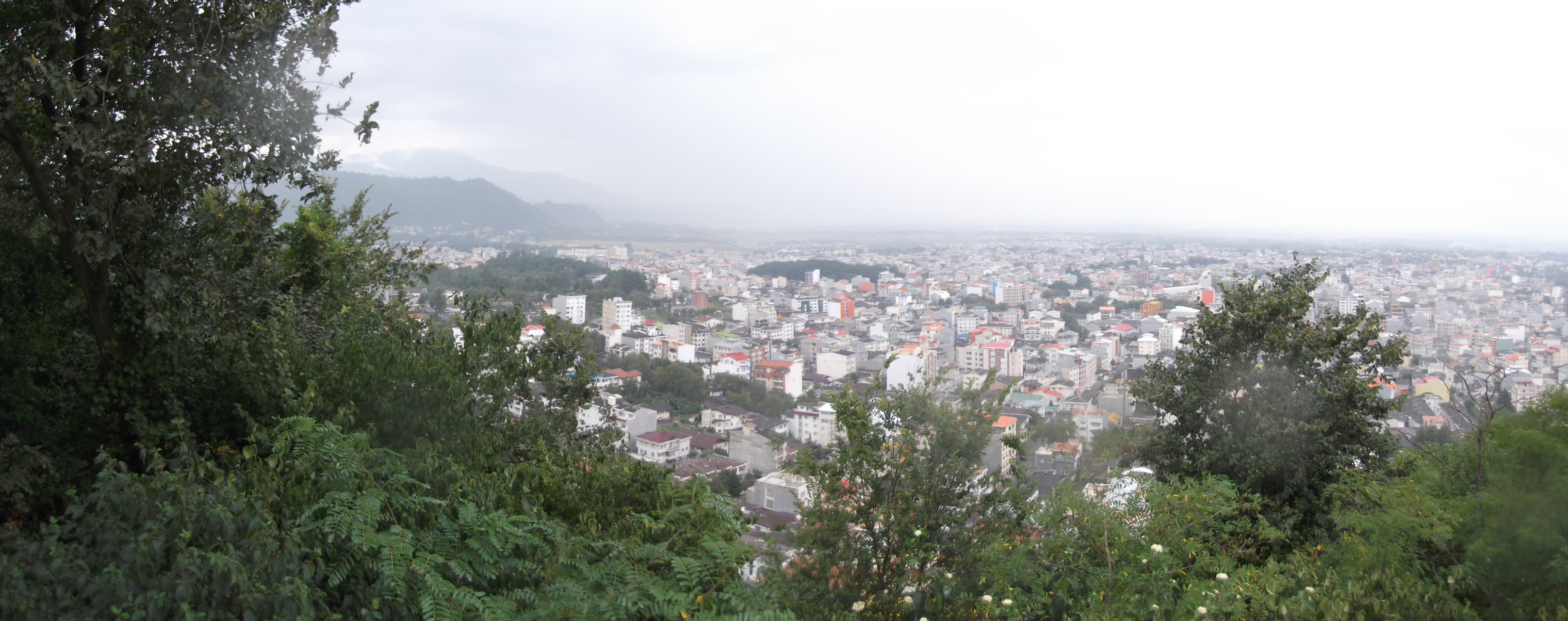
لاهیجان از فراز بام سبز، در هوای بارانی و مه گرفته

سراسرنما از استخر

## جمعیت‌شناسی

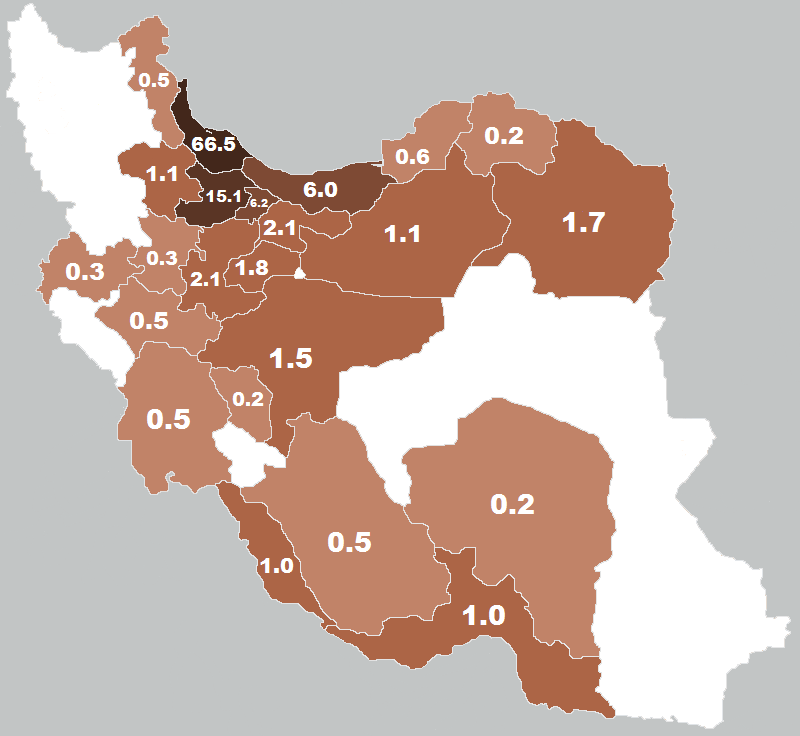
پراکندگی مردم گیلک در استان‌های ایران

رشد جمعیت لاهیجان از رشت کمتر است ولی همانند انزلی است. از سال ۱۹۵۶ تا ۲۰۰۶ جمعیت لاهیجان و انزلی فقط ۳٫۵ برابر شد حالا آن که جمعیت در رشت پنج برابر شده‌است.
اکثریت مردم آن گیلک هستند و گالش به ساکنان ارتفاعات این منطقه گفته می‌شود که آن‌ها هم تیره‌ای از گیلکان بوده و زبان‌شان گیلکی با گویش گالشی است.

### زبان
زبان گفتاری مردم لاهیجان، گیلکی (گویش بیه‌پیش) است که با گیلکی رشت (گویش بیه‌پس) از نظر آوایی، واژگانی و پاره‌ای ویژگی‌های دستوری تفاوت‌هایی دارد. گیلکی بیه‌پیش خود از گونه‌ای که در نواحی کوهستانی به آن سخن گفته می‌شود، یعنی گیلکی گالشی، متمایز است. لاهیجان، پایتخت تاریخی بیه پیش، نام اش را به گونه‌ای از زبان گیلکی که در شرق لاهیجان صحبت می‌شود داده‌است، گیلکی لاهیجانی.

## اقتصاد

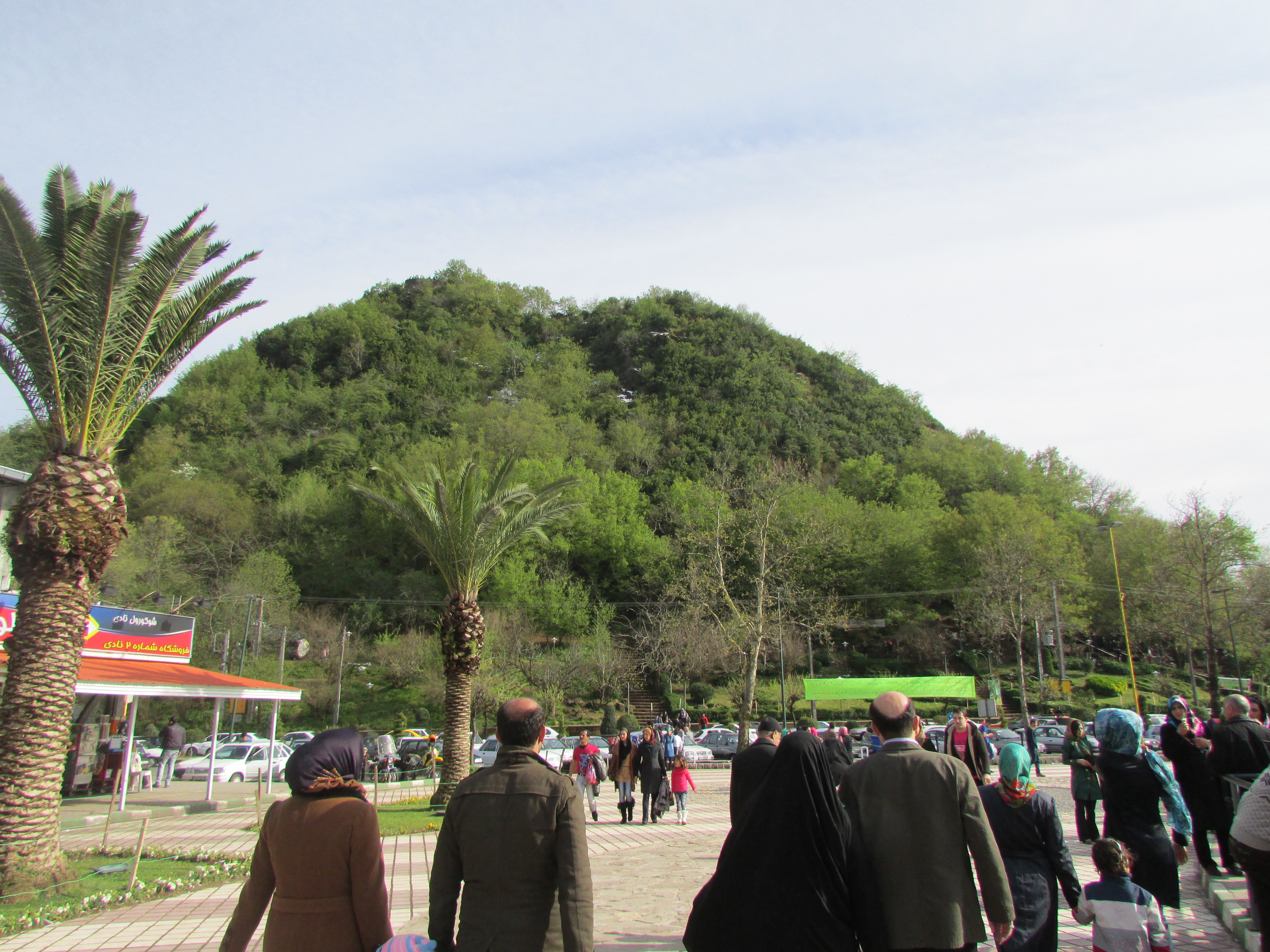
شیطان کوه در تعطیلات نوروز

رشد آهسته جمعیت شهر به دلیل ضعف صنعت و رکود و حتی افول فعالیت‌های روستایی (نوغانداری، چایکاری) که لاهیجان در آن بازار و محور عمده‌ای بوده رخ داده‌است. شهر فقط ۶۰ واحد صنعتی دارد (عمده آنان کوچک اند) که ۱۷۵۸ نفر را استخدام کرده‌است. گستره تخصصهای محلی محدود است. لاهیجان که از قدیم برای تولید شیرینی گلاب و بهارنارنج اش معروف بود امروزه به‌طور خاص برای کلوچه اش معروف است.

### گردشگری
از ۱۹۶۰ و ۱۹۷۰ مسؤولین تلاش کرده‌اند ظاهر شهر که جذابترین و توریستی‌ترین شهر گیلان شمرده می‌شود را بهبود دهند؛ بنابراین استخر (سل) شرق شهر که برای آبیاری مورد استفاده قرار می‌گرفت برای فعالیت‌های تفریحی و پیاده‌روی بهبود یافته‌است. در روزهای تعطیل بسیاری از ساکنان شهر و منطقه به آنجا می‌روند. یک تله کابین به قله کوه که بر شهر مشرف است وصل شده و پانورامایی بر فراز جلگه و دریای خزر را فراهم می‌کند. ایجاد دانشگاه آزاد اسلامی لاهیجان در ۱۹۸۸ موجب رونق و افزایش پتانسیلهای شهر شده‌است.

### کشاورزی
شهر لاهیجان از دیرباز کانون بازرگانی ابریشم بوده و بیشترین سهم را نیز در تولید و صادرات آن داشته‌است. بیشترین تمرکز تولید چای در ایران در ناحیهٔ بین لاهیجان و لنگرود است. این گیاه اول بار در سال ۱۹۰۲ میلادی توسط کاشف السلطنه به‌طور آزمایشی در لاهیجان کاشته شد و او موفق شد یک کیلو چای برای مظفرالدین شاه بفرستد. دولت رضا شاه در تلاش برای کاستن از اتکا به چای وارداتی که در آن زمان ۵٪ واردات ایران را تشکیل می‌داد در سال ۱۳۱۱ شمسی اولین کارخانه و در ۱۳۱۳ اولین مرکز تحقیقاتی چای را در لاهیجان تأسیس کرد. توسعهٔ کشت چای از موفقیت‌های اصلی سیاست مدرنیزاسیون رضا شاه دانسته می‌شود. دلتای سفیدرود در لاهیجان و رشت بیش از ۶۰ درصد برنج گیلان را تولید می‌کند. لاهیجان از مناطق عمدهٔ تولیدات مرکبات در منطقهٔ خزر است.

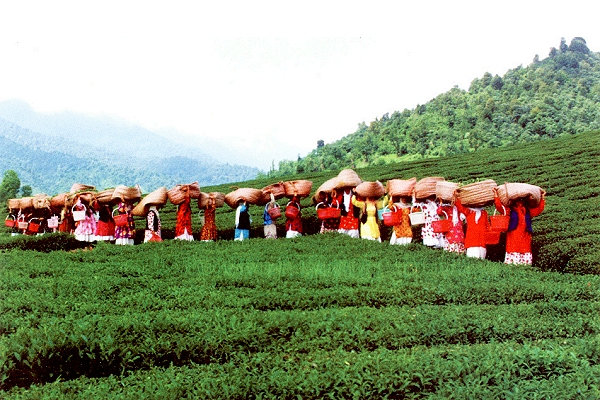
چایکاران لاهیجانی.

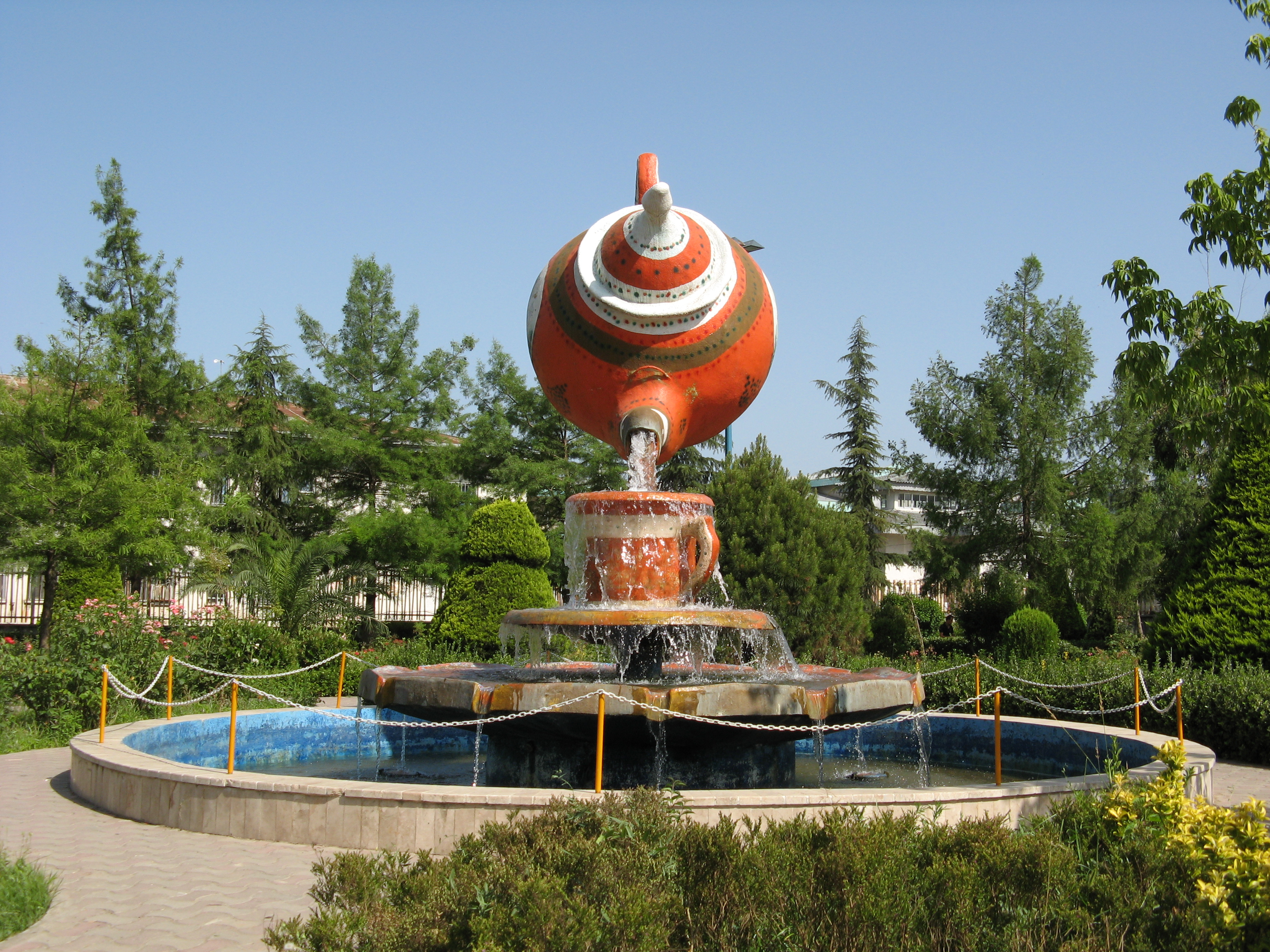
لاهیجان شهر چای

در جنوب کوهپایه‌هایی که در فراز شهر اند (دهستان‌های لیل و آهندان) مزارع چای با شالیزارهای کشت شده از آب منابع آب (سل به گیلکی) و چشمه‌ها قرار دارند. چایکاری ۷۹۵۹ هکتار را در ۱۹۷۱ در بر می‌گرفت و تعداد زیادی کارخانه فراوری را تغذیه می‌کرد ولی آزادسازی صنعت چای در شروع دهه ۲۰۰۰ بحرانی جدی در این فعالیت عمده منطقه به وجود آورد. درگذشته نه چندان دور گاو برای شخم زنی و حمل و نقل مورد استفاده بود ولی از دهه ۱۹۷۰ و ۸۰ گاوداری برای تولید شیر و در ثانی گوشت بوده‌است. فقط در دهات حاشیه کوهپایه‌های البرز (مثل کوه بنه در دهستان آهندان اتیرود یا گمل در لیل) است که گالشها گله‌های گاو و گوسفند را پرورش داده در پاییز و زمستان در تپه‌های پردرخت منطقه و در بهار و تابستان به ییلاق مانند چراکوه بالای کلیشم می‌روند. برعکس روستاهای کوهستانی دیلمان حیوانات شان را در زمستان به تپه‌های بالای لاهیجان می‌فرستند. در روستاهای شمالی شهرستان (مانند لیالستان، رودبنه و شیرجوپشت) کشت برنج که فقط در جریان قرن بیستم مهم شد یک فعالیت عمده‌است که از شبکه آبیاری توسعه یافته بر کرانه غربی سفیدرود سود می‌برد. گندم پنبه و کنف در دهه‌های اول قرن بیستم هنوز اهمیت داشت ولی عموماً محو شده‌است. نوغانداری که در آخر قرن نوزده تا شروع قرن بیست و یکم فعالیت عمده بود شدیداً کاهش یافته‌است؛ مثلاً ۳۹۵۲ تن پیله در ۱۹۹۶ در گیلان تولید می‌شد که در ۲۰۰۶ به فقط ۱۲۵۲ تن (۲۲۲ تن از شهرستان لاهیجان) رسید. تعداد جعبه تولیدی نوغانداران از ۱۴۰۰۰ در ۱۹۷۳ به کمتر از ۹۰۰۰ در ۲۰۰۶ رسید. از ۲۰۰۶ تولید باز هم کمتر شده‌است. باعهای محبوب که نیاز شدید چوب را تغذیه می‌کنند و ماهیگیری فعالیت‌های جنبی‌اند.
محصولات عمده:
- چای- محصول اصلی کشاورزی لاهیجان است. سندیکای کارخانجات چای شمال و اداره کل چای شمال ایران در این شهر قرار دارند.
- برنج
- پیله ابریشم
- کنف
- کلوچه

## سرشناسان
لاهیجان همواره محل ظهور شخصیت‌های علمی، ادبی و سیاسی بوده‌است. هزاران فیلسوف، شاعر، نویسنده، سیاستمدار و هنرمند در تاریخ لاهیجان ثبت است و حتی بسیاری ازآنها در هند و عراقو اصفهان و نقاط دیگر منشأ خدمات بوده‌اند. دربارهٔ مشاهیر لاهیجان بنگرید به:پیشینه فرهنگی تاریخی لاهیجان و بزرگان آن، محمدعلی قربانی، نشر سپید رود رشت، ۸۷۰ صفحه.

## جاذبه‌های گردشگری
لاهیجان به دلیل برخورداری از جاذبه‌های طبیعی از توریستی‌ترین مناطق شمالی ایران است. 

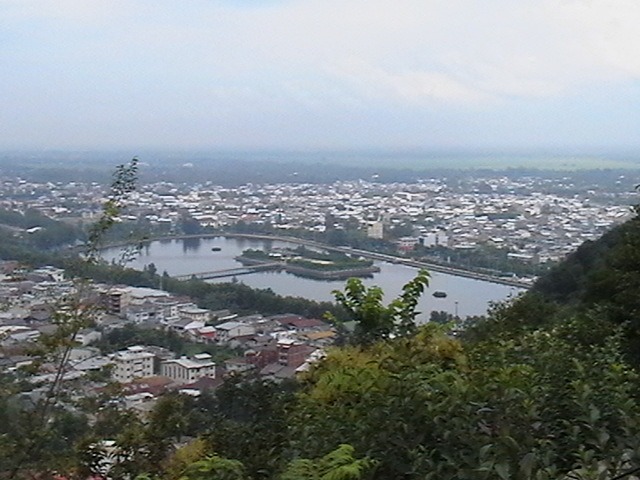
نمایی از استخر میان شهر از بالای شیطان‌کوه

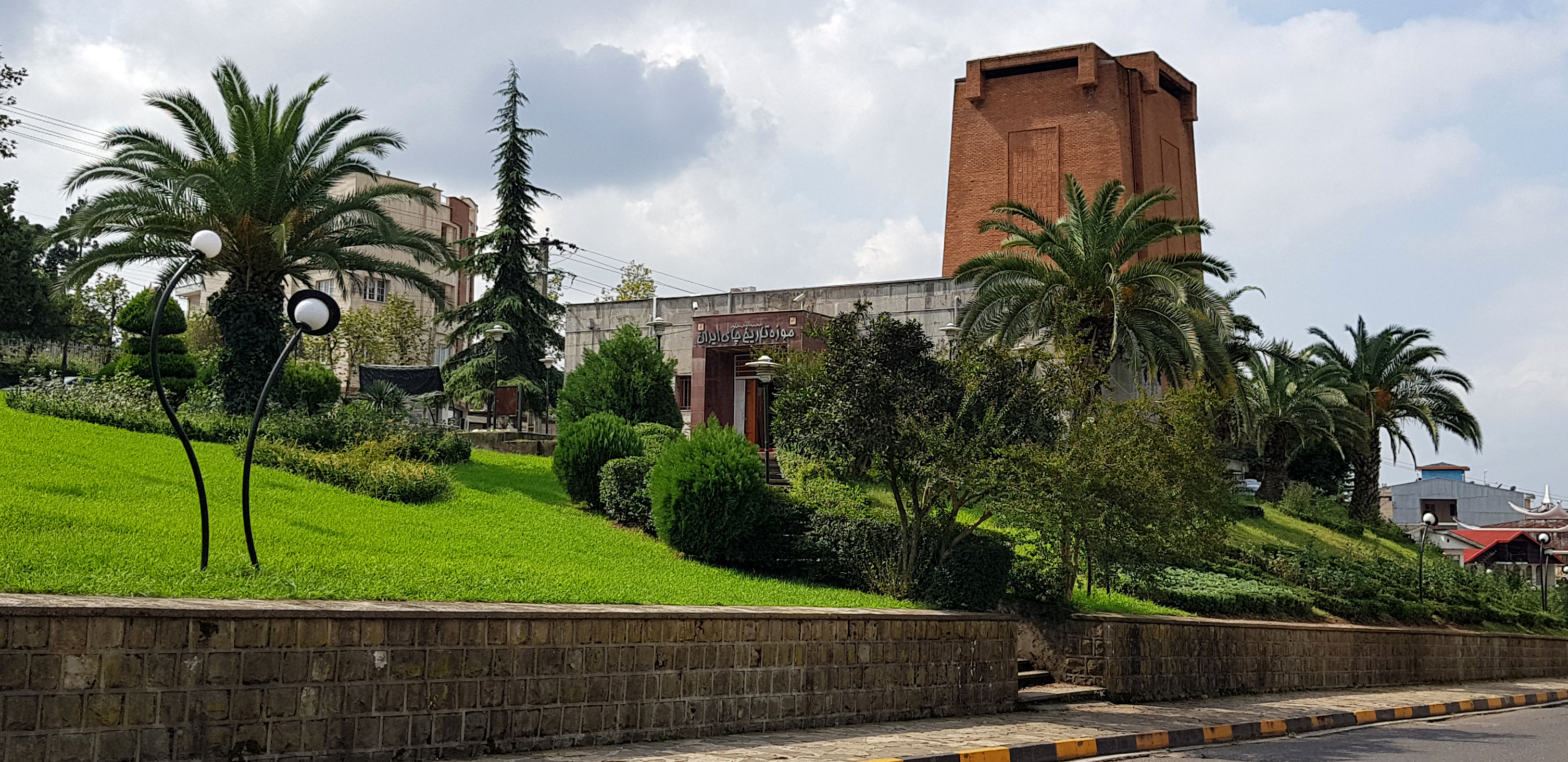
موزه چای ایران

شهرستان لاهیجان دارای جاهای دیدنی و آثار تاریخی زیادی است که از آن جمله می‌توان اماکن ذیل را نام برد:

### طبیعی و تفریحی
- شیطان کوه
- بام سبز
- استخر لاهیجان

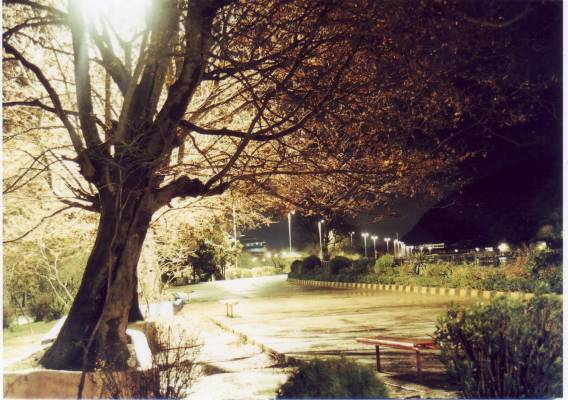
کنار استخر لاهیجان در شب

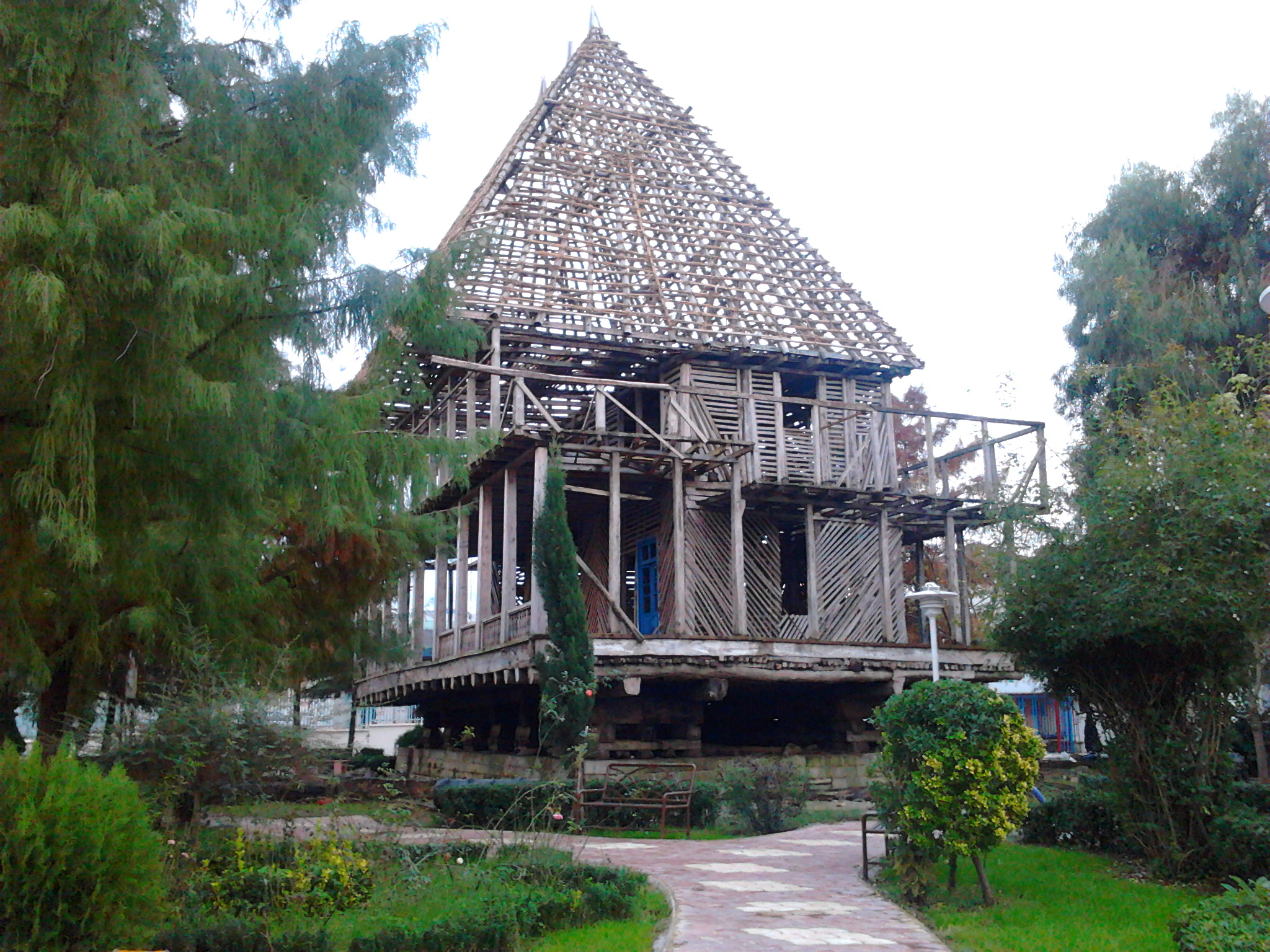
کلبه چوبی در باغ ملی لاهیجان

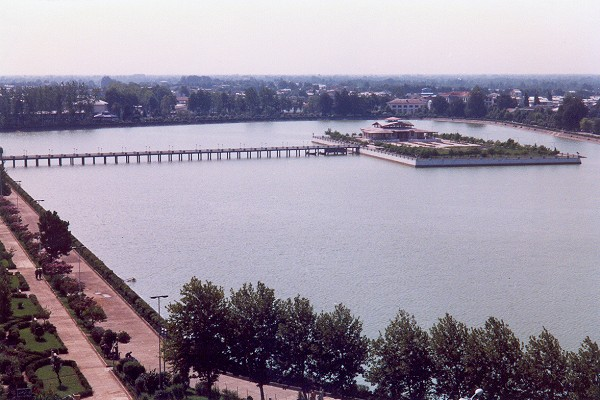
استخر لاهیجان

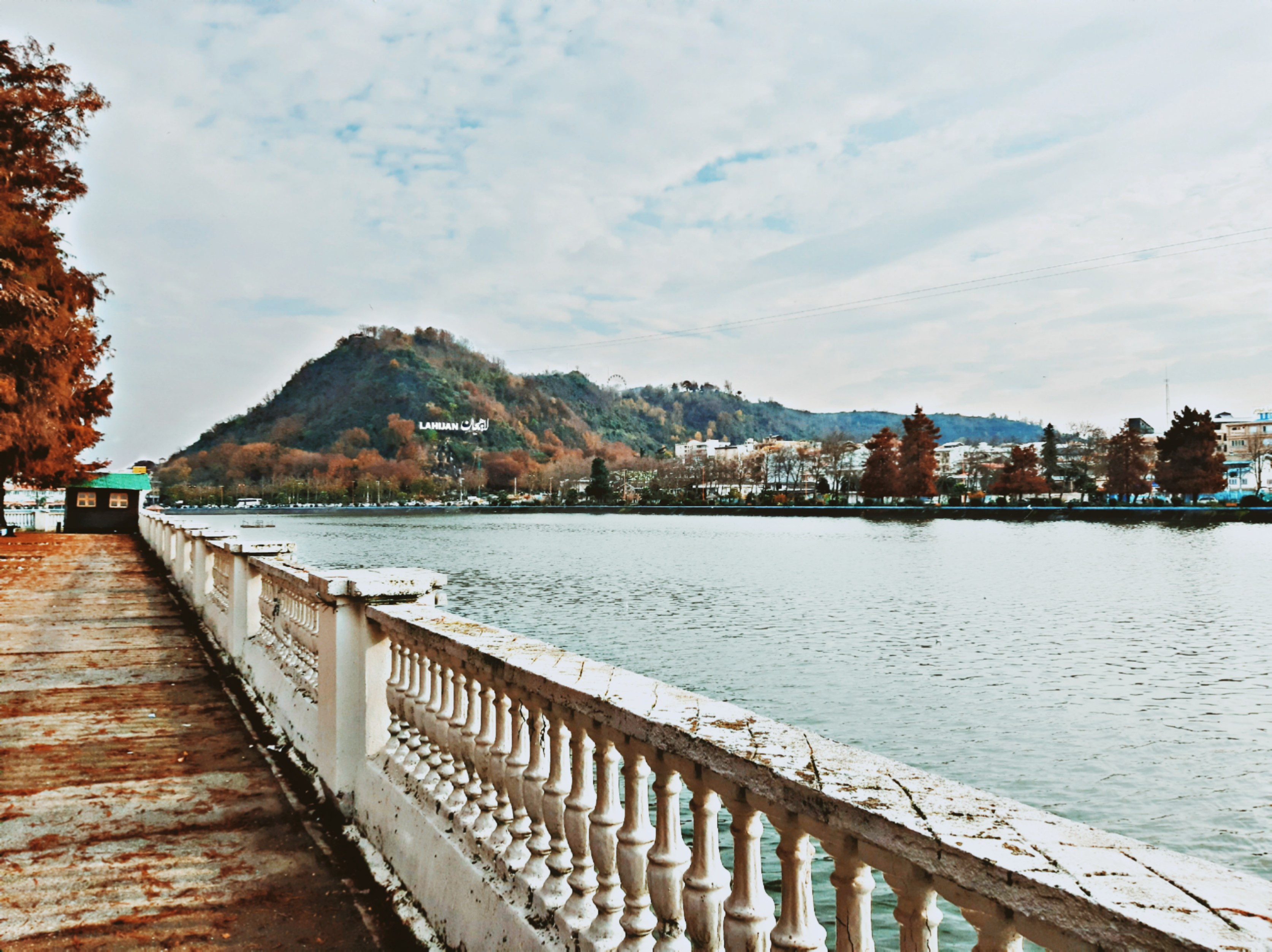
شیطان کوه

- تله کابین لاهیجان (فاز اول تله‌کابین لاهیجان که از فراز بام سبز آن آغاز شده، در سال ۱۳۸۴ شمسی راه‌اندازی گردید)
- پارک بعثت (باغ ملی)
- پارک جنگلی میرصفا
- تالاب بین‌المللی امیرکلایه: این تالاب محافظت شده، به وسعت بیش از هزار و دویست هکتار، در ۳۶ کیلومتری شمال شرق لاهیجان و در کنار دریای خزر واقع شده‌است و زیست‌گاه انواع پرندگان، خزندگان، ماهیان و دوزیستان محسوب می‌شود.
- تالاب سوستان
- روستای سرچشمه و کوه عطاکوه در جاده شوسه‌ای که از پشت روستای سرچشمه به بالای کوه کشیده می‌شود در دامن جنگلی باصفا و باغات چای و نمای زیبا از روستاهای اطراف از جمله سطلسر-سیاهرودبار-کوره و کاه بیجار و روستاهای شهرستان لنگرود. از بالای کوه نیز دریای خزر را می‌توان دید. مردم روستاهای اطراف در روز سیزده بدر برای تفریح به دامن طبیعت زیبای این منطقه می‌آیند. در روزگاران کهن نیز یکی از مکانهای معروف منطقه به‌شمار می‌رفت و اسم تاریخی آن در دامنه‌های کوه<بازار ده> بود. یکی دیگر از جای تفریحی این کوه پر رمز و راز که در روستای ستار آباد واقع است غار ایست بنام<شوپر چال.> (شوپر نام محلی خفاش و چال نیز یعنی گودال)
- روستای ماهی موشه و آبشار دیدنی آن
- روستای بکر و جنگلی گردکوه (روستای کوهپایه‌ای جنگلی که دارای درختان کهنسال افرا و بلوط و توسکا می‌باشد)
- روستای بکر و زیبای چی‌چی‌نی کوتی (به معنای لانه گنجشک) که در کوهپایه‌های آن گونه‌های جانوری مختلف از جمله خرس قهوه‌ای، شغال و روباه و کفتار و نوعی خوک خاکستری در این جنگل‌ها زندگی می‌کنند.
- موزه جنگ جهانی دوم لاهیجان را می‌توان به عنوان اولین و تنها موزه خصوصی جنگ جهانی دوم در ایران نام برد، این موزه در قصاب محله لاهیجان در جاده لاهیجان به لنگرود قرار دارد و دارای وسایلی از جبهه‌های مختلف جنگ جهانی دوم است.

### تاریخی
در لاهیجان ۲۶ اثر تاریخی ثبت شده وجود دارد که مهم‌ترین آن پل روگذر میدان گیل (بجا مانده از دوران قاجار) می‌باشد که هم‌اکنون به دلیل مرمت قابل استفاده نیست!
همچنین چهار پادشاهان، بقعه شیخ زاهد گیلانی، حمام گلشن، مسجد اکبریه، بقعه متبرکه و باستانی آقا سید علی کیا (فرزند موسی کاظم) در روستای لیالمان، بقعه میر شمس الدین، بقعه امیر شهید، خانه صادقی، آرامگاه کاشف‌السلطنه که موزه چای‌ نام گرفته است و پل خشتی از دیگر این آثار هستند که مورد بازدید علاقه‌مندان قرار می‌گیرند. آثار تاریخی لاهیجان به دلیل بی‌توجهی مسئولان در حال تخریبند.
در هفت محله سنتی لاهیجان (خمیرکلایه، اردوبازار، میدان که چهارپادشاه هم خوانده می‌شود، گابنه، شعربافان، پردسر و کاروانسرا بر) بناهای ماندگاری به گذشته درخشان شهر ادای احترام می‌کنند. مقبره چهارپادشاه با درهای چوبی کنده کاری شده و نقاشی‌های دیواری اش که به پایان قرن چهاردهم بازمی‌گردد و آرامگاه سید خرم کیا و دیگر فرمانروایان خاندان است، به همراه مسجد مجاورش نمونه‌ای شایان ذکر است. در سوی دیگر میدان، مسجد جامع که دیوارش کتیبه‌ای کنده شده بر مرمر دارد فرمانی از شاه سلطان حسین صفوی در شوال ۱۱۰۶ را بر خود دارد که روسپی گری، قماربازی، مصرف مواد مخدر و جنگ حیوانات را ممنوع می‌کند. شعرباف محله در مجاورت مقبره آقا سید محمد یمنی، که اصالتاً از یمن بود، علاوه بر شش سنگ قبر حکاکی نشده که توسط شش نارون سیبری احاطه شده قرار دارد. برخی مؤمنین پنج شنبه‌ها و جمعه‌ها برای نماز و نیایش در آنجا جمع می‌شوند. در ارتفاعات لاهیجان مقبره کاشف السلطنه قرار دارد و یک موزه چای از تلاشهای او برای این که لاهیجان پایتخت صنعت چای ایران شود تجلیل می‌کند. این شهر مقر شرکت سهامی چای ایران است که در ۱۹۵۶ تأسیس شده‌است. بقعه شیخ زاهد گیلانی که مربوط به قرن هشتم هجری است و در جاده لاهیجان - لنگرود واقع شده نامعمول‌ترین بنا در گیلان و هرمی چهار سو است.

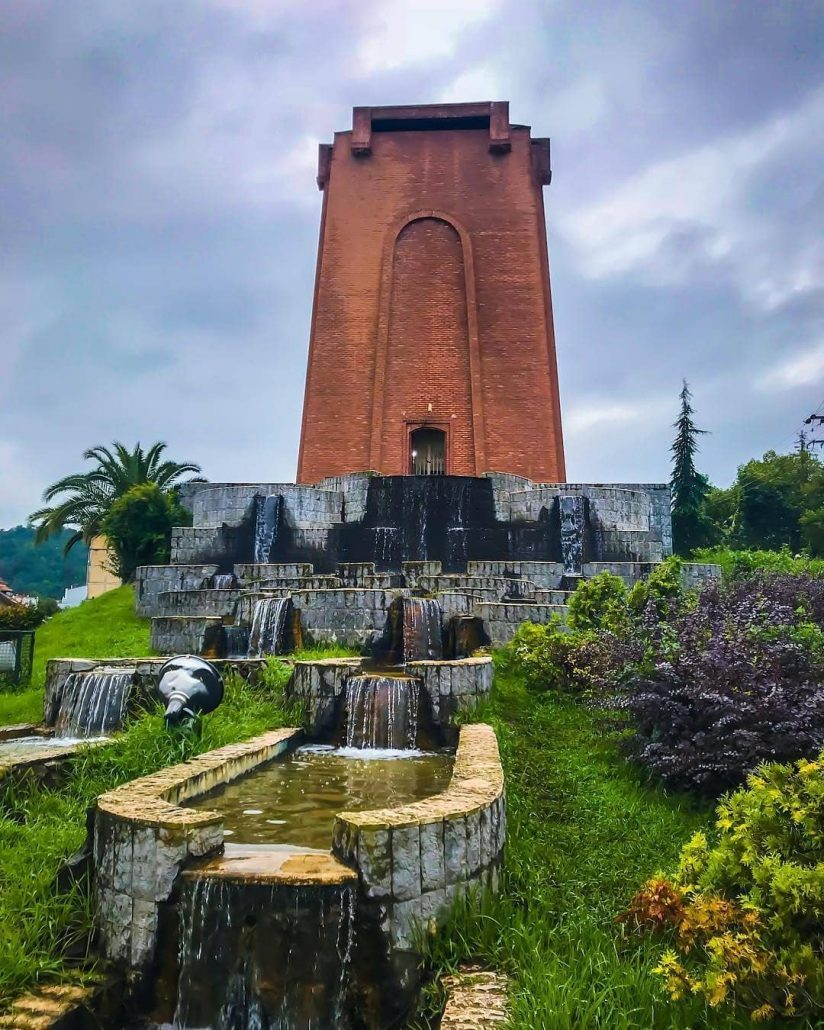
آرامگاه کاشف السلطنه

از جمله بناهای تاریخی دیگر لاهیجان می‌توان به موارد زیر اشاره کرد:
- بقعه میر شمس‌الدین

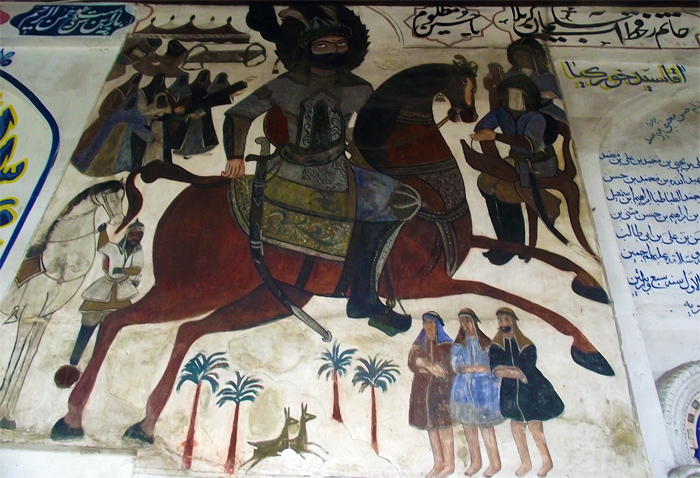
نقاشی روی دیوار خارجی مسجد چهار پادشاهان

- بقعه آقا سید محمد در روستایسیاهگوراب بالا
- بقعه خانم سید زهرا در روستای کوشال
- مسجد اکبریه ساخته شده در ۱۲۳۹ به فرمان فتحعلی شاه
- مسجد جامع لاهیجان[۳۲]
- پل تاریخی سیمرود بر روی رود لاهیجان در محله پردسر، ساخته شده در ۸۹۲ ه‍.ق و بازسازی شده در ۱۲۷۱ به دست حاجی قربان لاهیجی[۳۲]
- بقعهٔ شیخ ابوالوجیه در روستای کهله بر در زاکله بر تابوت دان آن تاریخ ۹۴۸ ه‍.ق را دارد[۳۲]
- بقعه میر شمس الدین در اردوبازار که تابوت دان آن تاریخ ۱۰۱۷ ه‍.ق را دارد[۳۲]
- بقعه سید رضا داور کیا در بجاربنه که تابوت دان آن تاریخ ۱۰۱۸ ه‍.ق را دارد[۳۲]
- بقعه آقا سید علی بن موسی الکاظم در موتر محله نوبیجار به تاریخ ۱۲۲۴[۳۲]
- بقعه آقا میر شهید در اردوبازار که باور بر این است که آقا سید احمد بن موسی الکاظم در آن مدفون است به تاریخ ۱۲۲۴[۳۲]
- بقعه سید ناصرالدین بن موسی الکاظم در روستای گوکه به تاریخ ۱۲۳۵[۳۲]
- بقعه آقا میر صادق در محله جیرسر به تاریخ ۱۲۴۲[۳۲]
- بقعه آقا سید امیر کیا بن موسی الکاظم در روستای شیرجوپشت رودبنه به تاریخ ۱۲۴۲[۳۲]
- بقعه آقا ابراهیم در محلهٔ گابنه روبروی مسجد اکبریه به تاریخ ۱۲۴۲[۳۲]
- بقعه مراد دهنده در روستایی به همین نام[۳۲]
- بقعه سید ابوجعفر بن علی الرضا معروف به بقعهٔ فوشا در سادات محله بارکوسرا[۳۲]
- بقعه ملا میر شمس الدین در روستای لشیدان[۳۲]
- بقعه سید حسن بن موسی الکاظم در روستای لفمجان[۳۲]
- امامزاده آقا سید رضا کیا، بازمانده علی النقی متعلق به قرن هشتم هجری[۳۳]
- امامزاده آقا سید حسین، بازماندهٔ موسی الکاظم. واقع در روستای دموچال، دارای بقعهٔ مستطیلی با چهار ایوان در چهار طرف و ستون‌های چوبی. نقاشی‌های درون و بیرون بقعه صحنه‌های مذهبی را به تصویر می‌کشند.[۳۳]

## آموزش

### دانشگاه‌ها و مراکز آموزش عالی

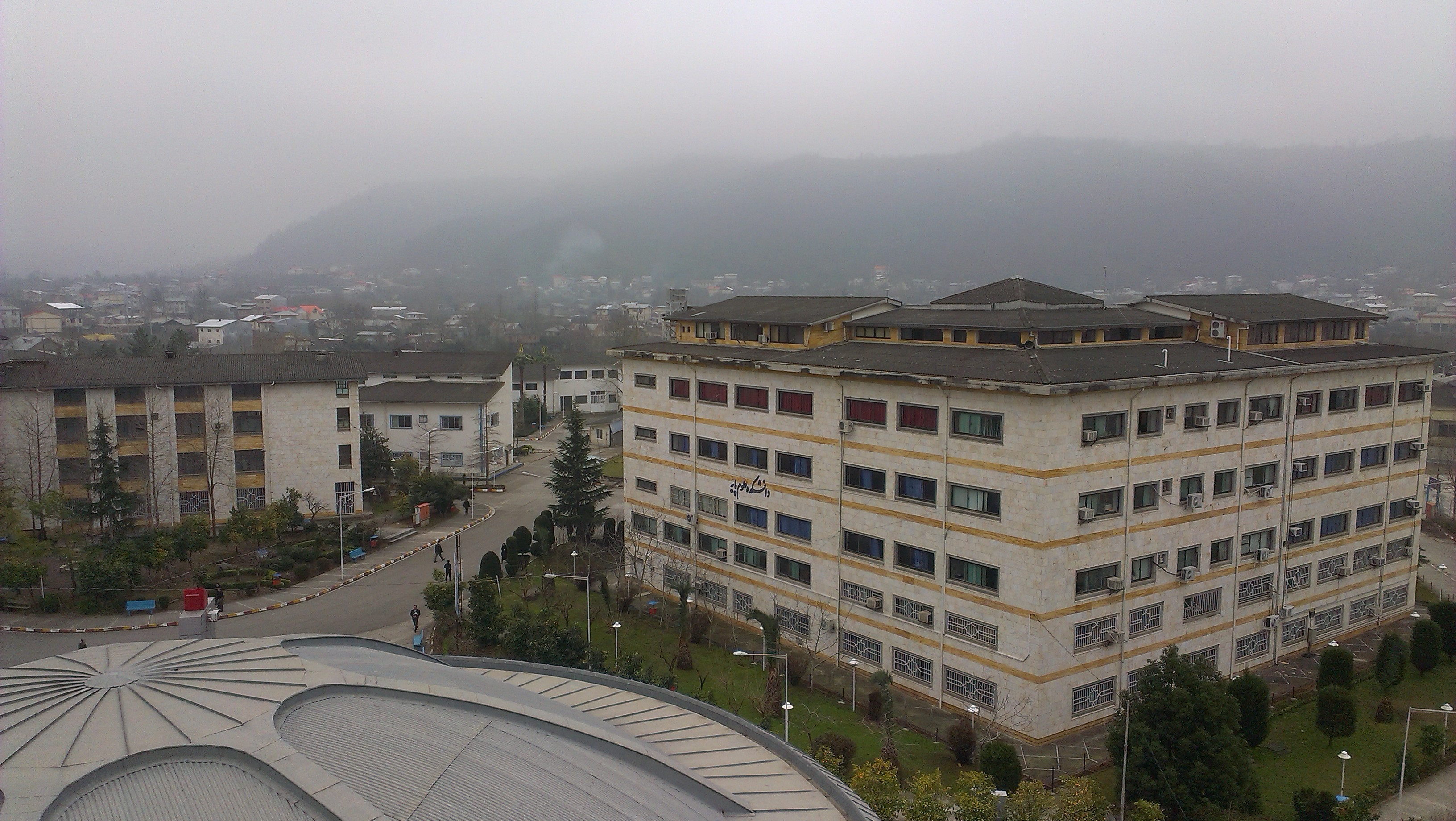
دانشگاه آزاد اسلامی واحد لاهیجان

لاهیجان دارای شش مرکز دانشگاهی است که حدوداً ۲۰ هزار نفر در این مراکز مشغول به تحصیلند.
دولتی
- دانشگاه پیام نور واحد لاهیجان
- دانشکده فنی و حرفه‌ای شهید رجائی

غیردولتی
- دانشگاه آزاد اسلامی واحد لاهیجان
- مؤسسه آموزش عالی دیلمان
- مؤسسهٔ آموزش عالی غیرانتفاعی اندیشمند |  | این مقاله به هیچ منبع و مرجعی استناد نمی‌کند. لطفاً با افزودن یادکرد به منابع قابل اعتماد برطبق اصول تأییدپذیری و شیوه‌نامهٔ ارجاع به منابع، به بهبود این مقاله کمک کنید. مطالب بدون منبع را می‌توان به چالش کشید و حذف کرد. یافتن منابع: "لاهیجان" – اخبار · روزنامه‌ها · کتاب‌ها · آکادمیک · جی‌استور (چگونگی و زمان حذف پیام این الگو را بدانید) |
- دانشگاه آزاد اسلامی واحد سما

## حمل و نقل
جاده ۲۲ یا جاده کناره از لاهیجان می‌گذرد. این شهر دارای یک پایانه مسافربری بین شهری است. لاهیجان، به دلیل حجم بالای مسافران، سازمان حمل و نقل همگانی در این شهر از سال ۸۸ ایجاد شده‌است. هم‌اکنون ۶۳۸ دستگاه خودرو و ۱۰ ون تحت پوشش این سازمان مشغول به کار اند که با توجه به جمعیت شهر این تعداد ناکافی ست.

## خدمات شهری

### بیمارستان‌ها
لاهیجان دارای یک بیمارستان دولتی و دو بیمارستان خصوصی است.
1. بیمارستان دکتر پیروز در اسفند ماه سال ۱۳۹۷ و با ادغام تجهیزات دو بیمارستان ۲۲ آبان و سیدالشهدا همزمان با سفر ریاست محترم جمهوری، توسط وزیرمحترم بهداشت، درمان وآموزش پزشکی کشور افتتاح و به بهره‌برداری رسید این بیمارستان دارای بخشهای مختلفی همچون اورژانس جنرال- اورژانس تروما و سرپایی-آزمایشگاه- اطفال- آی سی یو- سی سی یو- آندوسکوپی- پاتولوژی- جراحی مردان و زنان- داخلی مردان و زنان- درمانگاه تخصصی- درمانگاه مامائی- داروخانه- رادیولوژی- زنان و زایمان- سونوگرافی- فیزیوتراپی- مراقبت‌های ویژه نوزادان و دارای اتاق عمل مجهز و پیشرفته و ۲۲۲ تخت، به‌عنوان قطب درمانی شرق گیلان محسوب می‌گردد.
2. بیمارستان خصوصی شفا واقع در خیابان کاشف شرقی که در سال ۱۳۷۸ تأسیس شد و دارای ۶۲ تخت و بخش‌های جراحی عمومی، اطفال، زنان و زایمان، داخلی، آی‌سی‌یو و سی‌سی‌یو می‌باشد. ریاست این بیمارستان بر عهدهٔ دکتر نوروزی‌فر است.[۳۷]
3. بیمارستان خصوصی فوق تخصصی میلاد لاهیجان دارای ۱۷۰ تخت و بخش‌های اورژانس، اطفال، زنان و زایمان، داخلی، قلب، جراحی عمومی با ۶ اتاق عمل، بخش جراحی قلب، ای سی یو و سی سی یو هرکدام با ۱۴ تخت، رادیو لوژی، آزمایشگاه و ۵ بخش بستری به همراه واحدهای تجاری و خدماتی برای رفاه هر چه بیشتر مراجعین در زیربنای با ۱۲۰۰۰ متر مربع در ضلع شمالی ابتدای جاده لاهیجان به لنگرود واقع شده‌است.

## فرهنگ
در دورهٔ پس از سال ۱۳۳۲ که ۶۱ روزنامهٔ استانی تعطیل شدند، روزنامهٔ پیام ملی لاهیجان از معدود جرایدی بود که در استان‌ها ظهور کرد.

### سینماها
در سال‌های ۵۷–۱۳۵۳ لاهیجان دارای چهار سینما با مجموع ۲۴۳۳ صندلی بود اما در حال حاضر یک سینمای فعال در لاهیجان وجود دارد. سینما شهرسبز لاهیجان مراحل پایانی بازسازی را گذرانده‌است و هم‌اکنون فعالیت می‌کند.
سینماهای فعال در گذشته
1. سینما شهرسبز متعلق به زنده‌یاد ایرج آصفی[۴۰]، از مفاخر لاهیجان، که در سال ۱۳۵۱ افتتاح شده بود، در سال ۱۳۸۲ به علت ناکافی بودن درآمد بطور موقت بسته و مجددا در سال ۱۳۸۹ جهت بازگشایی مجدد مراحل نوسازی در آن آغاز و در سال۹۱ آماده بهره برداری شد که به دلایل متعدد افتتاح مجدد آن به تعویق افتاد. این سینما بالاخره در ۱۴۰۲ بازگشایی شد[۴۱].
2. سینما دیاموند متعلق به اکبر پدیدار نظر در ابتدای بلوار شهیدمطهری (روبروی استخر) که در سال ۱۳۵۶ به دلیل ناکافی بودن درآمد تعطیل شد.
3. سینما مولن‌روژ (ایران) نیز متعلق به اکبر پدیدار نظر بود که در جریان انقلاب ایران تعطیل شد.
4. سینما رویال (بعثت) متعلق به غلام‌علی صفاری، در سال ۱۳۸۵ به دلیل ناکافی بودن درآمد تعطیل شد. ساختمان نیمه تخریب این سینما در خیابان انقلاب پابرجا است.

## نگارخانه

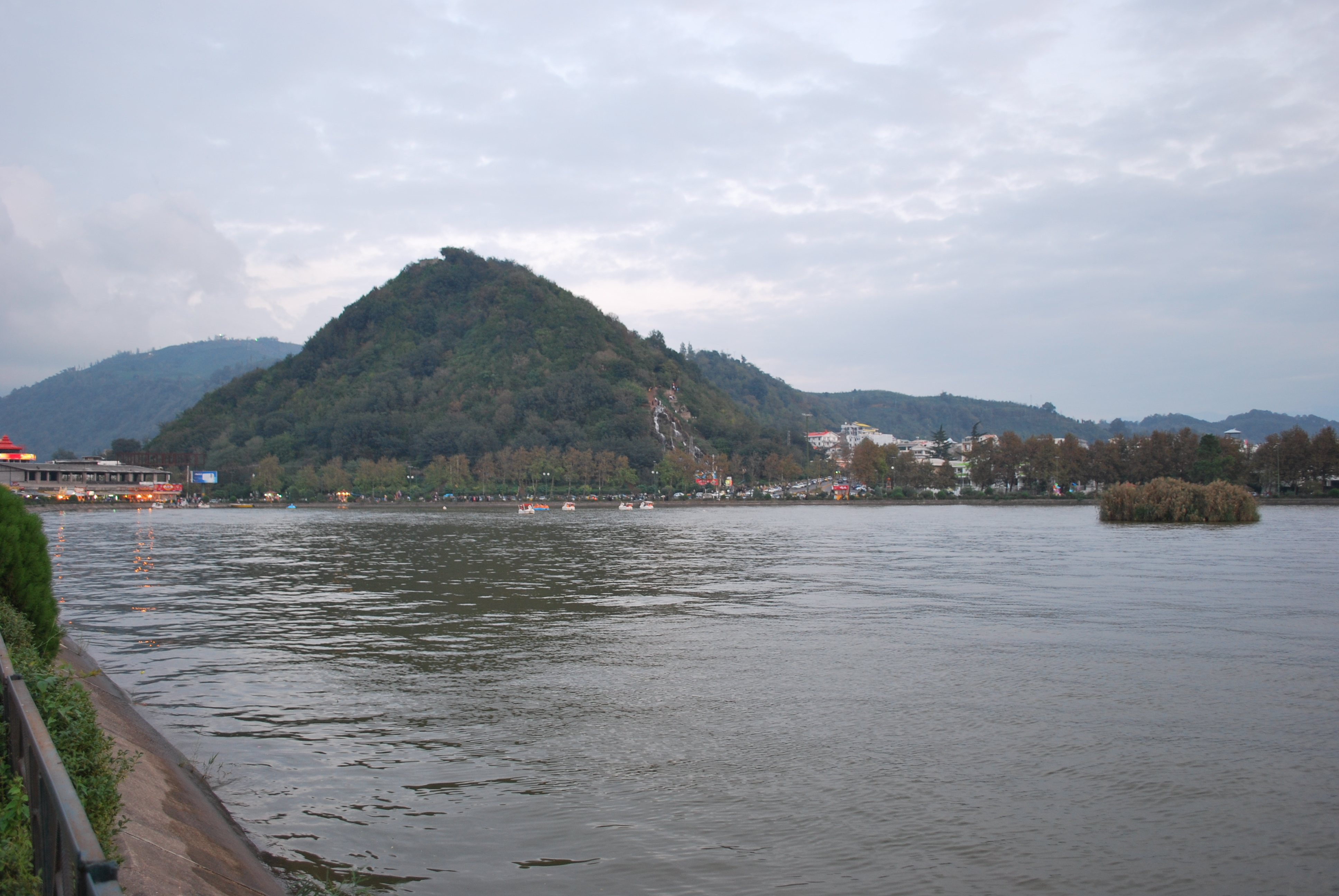
شیطان کوه
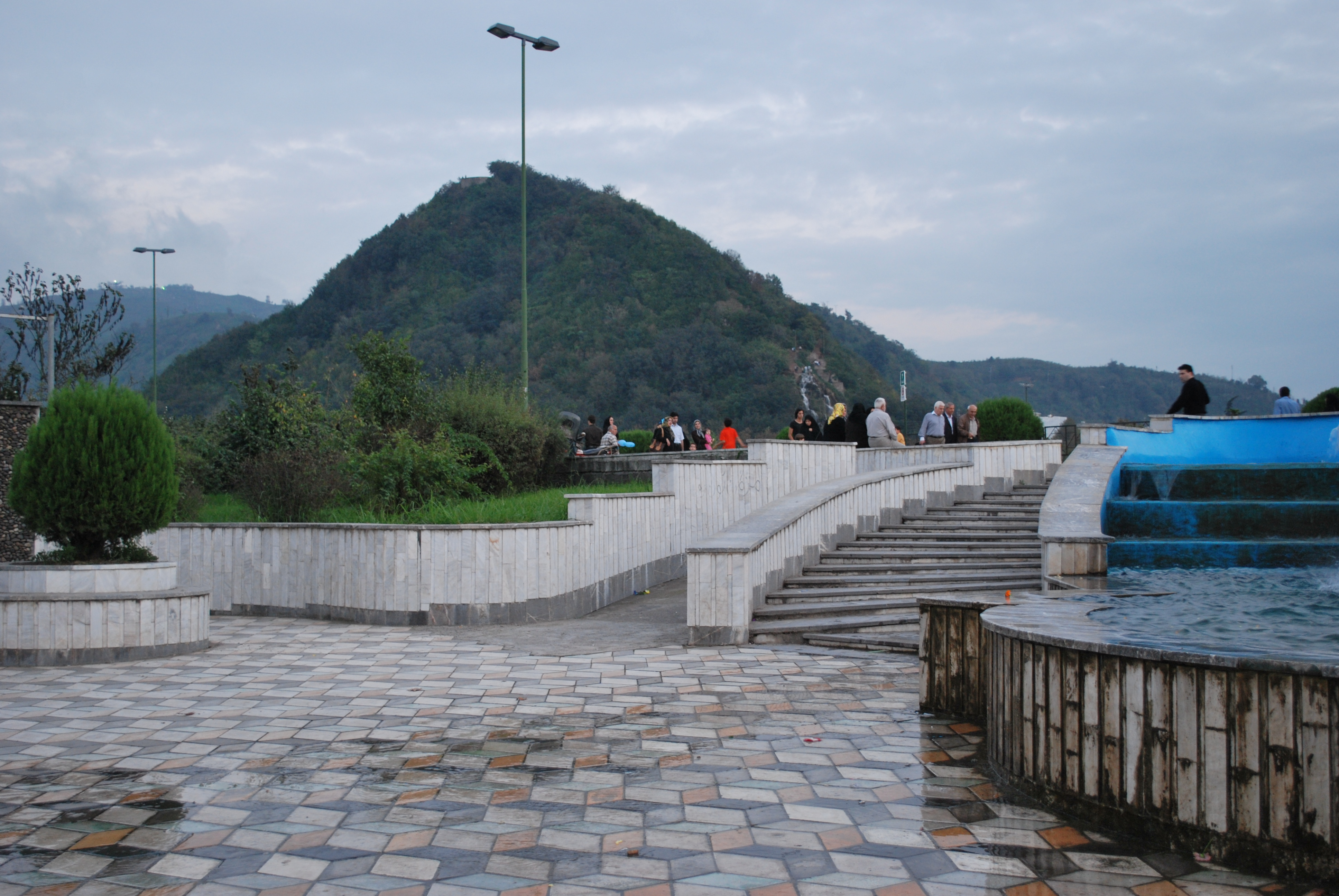
شیطان کوه
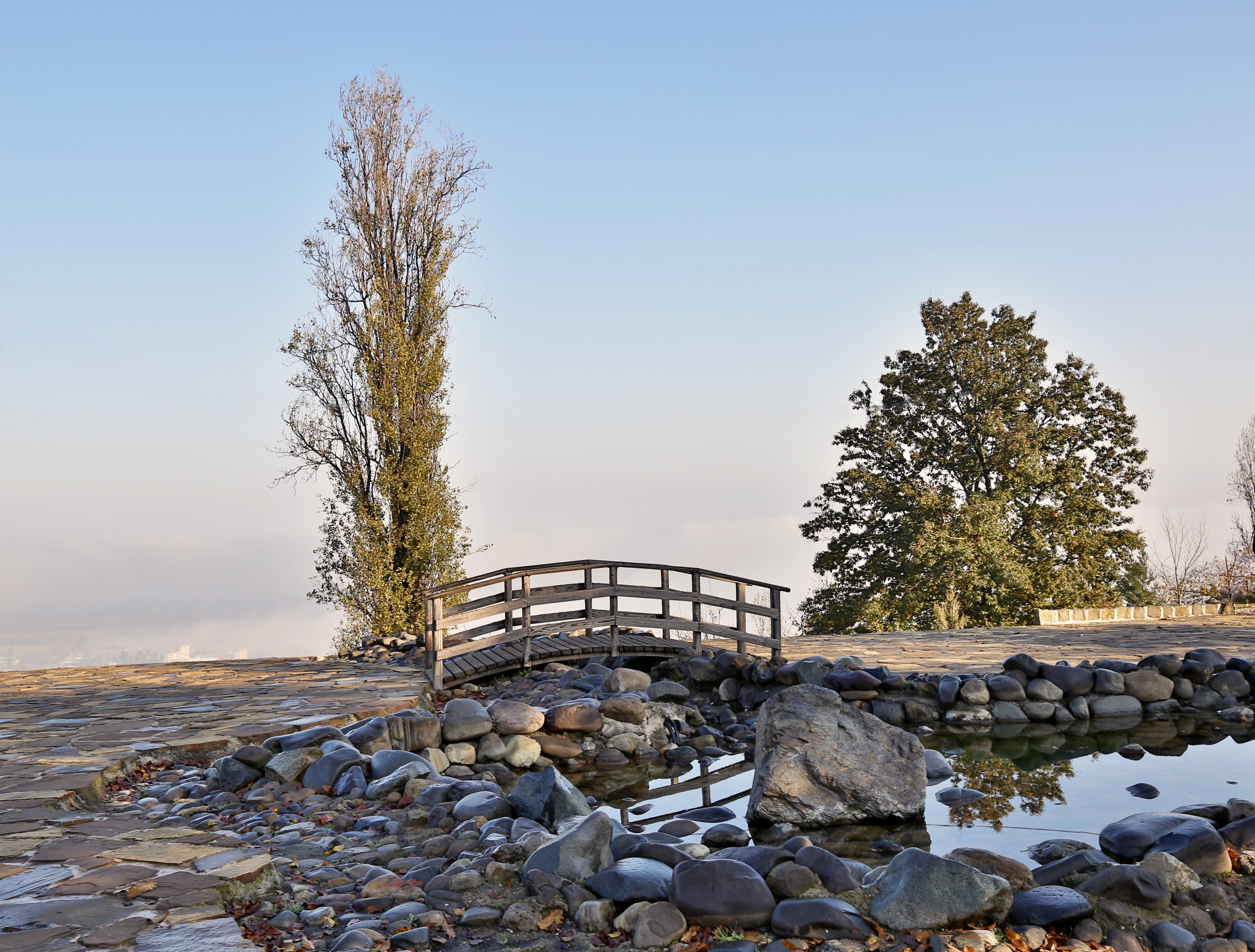
شیطان کوه
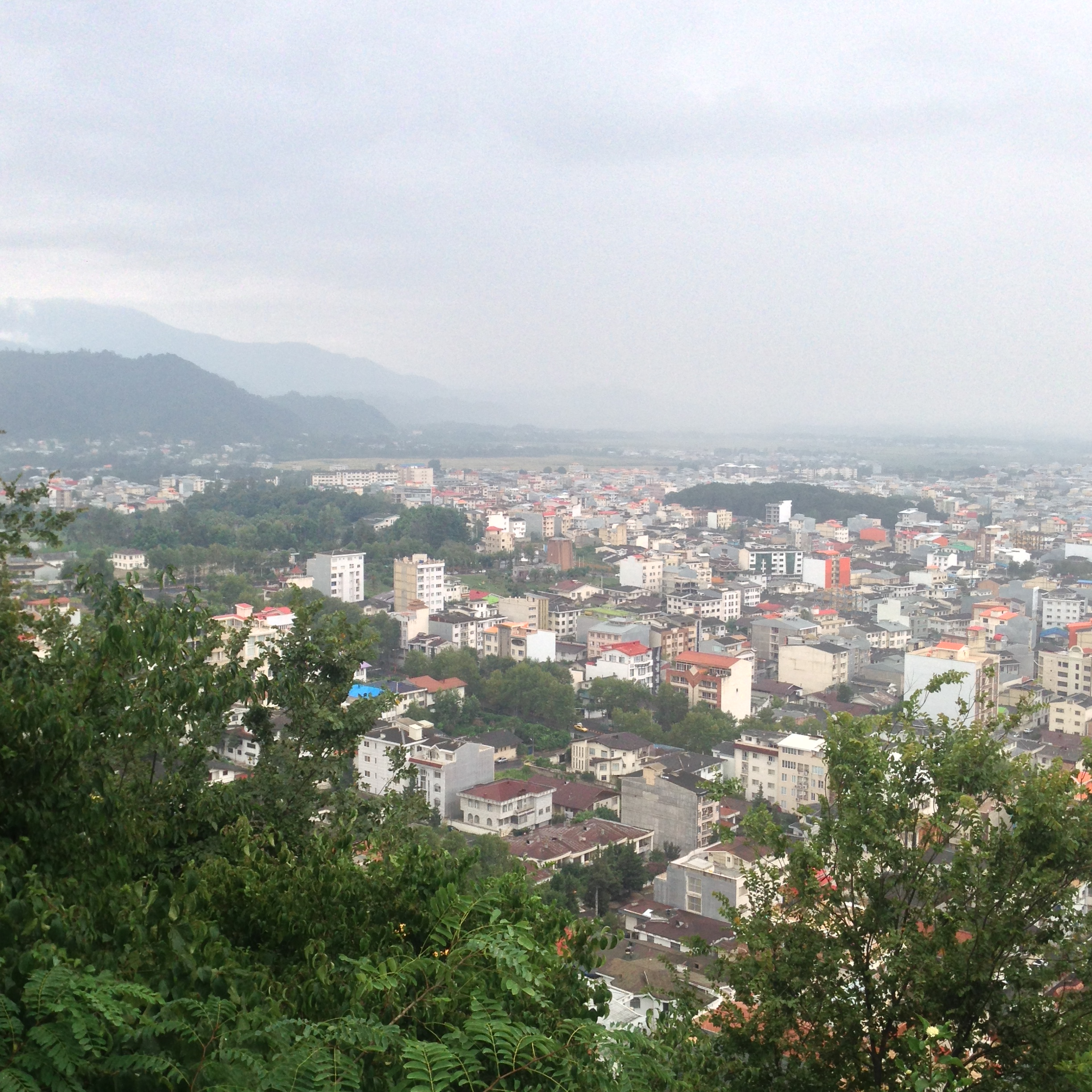
بام سبز در هوای بارانی و مه گرفته